# WTA Tour 2016
WTA Tour 2016 představoval 46. ročník nejvyšší úrovně ženského profesionálního tenisu, hraný v roce 2016. Sezóna okruhu trvajícího od 4. ledna do 13. listopadu 2016 zahrnula 61 turnajů ve 33 státech na šesti kontinentech, až na výjimky, organizovaných Ženskou tenisovou asociací (WTA).
Do okruhu WTA Tour se řadily čtyři grandslamové turnaje – pořádané Mezinárodní tenisovou federací (ITF), kategorie WTA Premier s úrovněmi Premier Mandatory, Premier 5 a Premier, WTA International i dva závěrečné události sezóny WTA Finals a WTA Elite Trophy.
Týmové soutěže Fed Cup a Hopmanův pohár, organizované ITF, byly také součástí kalendáře WTA Tour. Z Hopman Cupu si hráčky nepřipsaly žádné body. Po čtyřech letech se uskutečňily Letní olympijské hry, pořádané v Riu de Janeiru.
V roli světové jedničky ve dvouhře do sezóny vstoupila Američanka Serena Williamsová. Klasifikaci čtyřhry pak v úvodu vévodila Indka Sania Mirzaová, jejíž stabilní spoluhráčka, Martina Hingisová, figurovala se shodným počtem bodů na druhém místě žebříčku. Švýcarka se pak 18. ledna posunula také na první příčku.
Novými turnaji zařazenými do okruhu se staly St. Petersburg Ladies Trophy v Petrohradu, Taiwan Open v Kao-siungu, travnatý Mallorca Open na Mallorce a Jiangxi International Women's Tennis Open v Nan-čchangu. Původně plánovaný turnaj v srpnovém termínu Louisville International Open, se sídlem v kentuckém Louisville, byl vyřazen po potížích s organizací zahrnující bankrot tenisového klubu Professional Tennis LLC a rezignaci ředitele, s výhledem konání v roce 2017.
V konečném žebříčku WTA 2016 byly jako světové jedničky klasifikovány Němka Angelique Kerberová ve dvouhře a Indka Sania Mirzaová ve čtyřhře, která jeho čelo neopustila ani na jeden týden v roce. V první stovce klasifikace se nejstarší hráčkou stala 36letá Venus Williamsová a nejmladší její 17letá krajanka Catherine Bellisová. Nejpočetněji, 16 tenistkami byly zastoupeny Spojené státy. Poprvé po pěti sezónách z Top 10 vypadla Petra Kvitová, jíž patřila 11. příčka a naopak premiérově do elitní desítky vstoupily Belinda Bencicová, Roberta Vinciová, Madison Keysová a Johanna Kontaová, respektive Caroline Garciaová v deblové části.
Mužskou obdobou ženského okruhu představoval ATP World Tour 2016 a střední úrovn ženského tenisu WTA 125K 2016.

## Chronologický přehled turnajů
Legenda
Tabulky měsíců uvádí vítězky a finalistky dvouhry i čtyřhry a dále pak semifinalistky a čtvrtfinalistky dvouhry. Zápis –S/–Q/–D/–X uvádí počet hráček dvouhry/hráček kvalifikace dvouhry/párů čtyřhry/párů mixu, (ZS) – základní skupina.
| Grand Slam             |
| Letní olympijské hry   |
| WTA Tour Championships |
| WTA Premier Mandatory  |
| WTA Premier 5          |
| WTA Premier            |
| WTA International      |
| Týmové soutěže         |

### Leden
| Týden od            | Turnaj | Vítězky                                                | Finalistky                                | Semifinalistky                                 | Čtvrtfinalistky                                                                   |
| ------------------- | --- | ------------------------------------------------------ | ----------------------------------------- | ---------------------------------------------- | --------------------------------------------------------------------------------- |
| 4. ledna            | Hopman Cup Perth, Austrálie Týmová soutěž 1 000 000 A$ – tvrdý (h) – 8 týmů (ZS)                              | Zelená Austrálie 2–0                                   | Ukrajina                                  | Skupina A Česko Zlatá Austrálie Spojené státy  | Skupina B Velká Británie Francie Německo                                          |
| 4. ledna            | Brisbane International Brisbane, Austrálie WTA Premier 1 000 000 $ – tvrdý – 30S/32Q/16D dvouhra • čtyřhra    | Viktoria Azarenková 6–3, 6–1                           | Angelique Kerberová                       | Samantha Crawfordová Carla Suárezová Navarrová | Roberta Vinciová Andrea Petkovicová Anastasija Pavljučenkovová Varvara Lepčenková |
| 4. ledna            | Brisbane International Brisbane, Austrálie WTA Premier 1 000 000 $ – tvrdý – 30S/32Q/16D dvouhra • čtyřhra    | Martina Hingisová Sania Mirzaová 7–5, 6–1              | Angelique Kerberová Andrea Petkovicová    | Samantha Crawfordová Carla Suárezová Navarrová | Roberta Vinciová Andrea Petkovicová Anastasija Pavljučenkovová Varvara Lepčenková |
| 4. ledna            | Shenzhen Gemdale Open Šen-čen, Čína WTA International 500 000 $ – tvrdý – 32S/16Q/16D dvouhra • čtyřhra       | Agnieszka Radwańská 6–3, 6–2                           | Alison Riskeová                           | Anna-Lena Friedsamová Tímea Babosová           | Wang Čchiang Kateřina Siniaková Eugenie Bouchardová Anett Kontaveitová            |
| 4. ledna            | Shenzhen Gemdale Open Šen-čen, Čína WTA International 500 000 $ – tvrdý – 32S/16Q/16D dvouhra • čtyřhra       | Vania Kingová Monica Niculescuová 6–1, 6–4             | Sü I-fan Čeng Saj-saj                     | Anna-Lena Friedsamová Tímea Babosová           | Wang Čchiang Kateřina Siniaková Eugenie Bouchardová Anett Kontaveitová            |
| 4. ledna            | ASB Classic Auckland, Nový Zéland WTA International 250 000 $ – tvrdý – 32S/30Q/16D dvouhra • čtyřhra         | Sloane Stephensová 7–5, 6–2                            | Julia Görgesová                           | Tamira Paszeková Caroline Wozniacká            | Nao Hibinová Kirsten Flipkensová Alexandra Dulgheruová Naomi Broadyová            |
| 4. ledna            | ASB Classic Auckland, Nový Zéland WTA International 250 000 $ – tvrdý – 32S/30Q/16D dvouhra • čtyřhra         | Elise Mertensová An-Sophie Mestachová 2–6, 6–3, [10–5] | Danka Kovinićová Barbora Strýcová         | Tamira Paszeková Caroline Wozniacká            | Nao Hibinová Kirsten Flipkensová Alexandra Dulgheruová Naomi Broadyová            |
| 11. ledna           | Apia International Sydney Sydney, Austrálie WTA Premier 753 000 $ – tvrdý – 30S/48Q/16D dvouhra • čtyřhra     | Světlana Kuzněcovová 6–0, 6–2                          | Mónica Puigová                            | Simona Halepová Belinda Bencicová              | Karolína Plíšková Sara Erraniová Jekatěrina Makarovová Samantha Stosurová         |
| 11. ledna           | Apia International Sydney Sydney, Austrálie WTA Premier 753 000 $ – tvrdý – 30S/48Q/16D dvouhra • čtyřhra     | Martina Hingisová Sania Mirzaová 1–6, 7–5, [10–5]      | Caroline Garciaová Kristina Mladenovicová | Simona Halepová Belinda Bencicová              | Karolína Plíšková Sara Erraniová Jekatěrina Makarovová Samantha Stosurová         |
| 11. ledna           | Hobart International Hobart, Austrálie WTA International 250 000 $ – tvrdý – 32S/32Q/16D dvouhra • čtyřhra    | Alizé Cornetová 6–1, 6–2                               | Eugenie Bouchardová                       | Johanna Larssonová Dominika Cibulková          | Mona Barthelová Heather Watsonová Kiki Bertensová Camila Giorgiová                |
| 11. ledna           | Hobart International Hobart, Austrálie WTA International 250 000 $ – tvrdý – 32S/32Q/16D dvouhra • čtyřhra    | Chan Sin-jün Christina McHaleová 6–3, 6–0              | Kimberly Birrellová Jarmila Wolfeová      | Johanna Larssonová Dominika Cibulková          | Mona Barthelová Heather Watsonová Kiki Bertensová Camila Giorgiová                |
| 18. ledna 25. ledna | Australian Open Melbourne, Austrálie Grand Slam 12 122 762 $ – tvrdý 128S/96Q/64D/32X dvouhra • čtyřhra • mix | Angelique Kerberová 6–4, 3–6, 6–4                      | Serena Williamsová                        | Agnieszka Radwańská Johanna Kontaová           | Maria Šarapovová Carla Suárezová Navarrová Viktoria Azarenková Čang Šuaj          |
| 18. ledna 25. ledna | Australian Open Melbourne, Austrálie Grand Slam 12 122 762 $ – tvrdý 128S/96Q/64D/32X dvouhra • čtyřhra • mix | Martina Hingisová Sania Mirzaová 7–6(7–1), 6–3         | Andrea Hlaváčková Lucie Hradecká          | Agnieszka Radwańská Johanna Kontaová           | Maria Šarapovová Carla Suárezová Navarrová Viktoria Azarenková Čang Šuaj          |
| 18. ledna 25. ledna | Australian Open Melbourne, Austrálie Grand Slam 12 122 762 $ – tvrdý 128S/96Q/64D/32X dvouhra • čtyřhra • mix | Jelena Vesninová Bruno Soares 6–4, 4–6, [10–5]         | Coco Vandewegheová Horia Tecău            | Agnieszka Radwańská Johanna Kontaová           | Maria Šarapovová Carla Suárezová Navarrová Viktoria Azarenková Čang Šuaj          |

### Únor
| Týden od  | Turnaj | Vítězky                                                         | Finalistky                                | Semifinalistky                          | Čtvrtfinalistky                                                                         |
| --------- | --- | --------------------------------------------------------------- | ----------------------------------------- | --------------------------------------- | --------------------------------------------------------------------------------------- |
| 1. února  | Fed Cup, čtvrtfinále Kluž, Rumunsko – tvrdý (h) Lipsko, Německo – tvrdý (h) Marseille, Francie – tvrdý (h) Moskva, Rusko – tvrdý (h) | Vítězky                                                         | Poražené                                  |                                         |                                                                                         |
| 1. února  | Fed Cup, čtvrtfinále Kluž, Rumunsko – tvrdý (h) Lipsko, Německo – tvrdý (h) Marseille, Francie – tvrdý (h) Moskva, Rusko – tvrdý (h) | Švýcarsko 3–2 Francie 4–1 Nizozemsko 3–1 Česko 3–2              | Německo Itálie Rusko Rumunsko             |                                         |                                                                                         |
| 8. února  | St. Petersburg Ladies Trophy Petrohrad, Rusko WTA Premier $753 000 – tvrdý (h) – 28S/32Q/16D dvouhra • čtyřhra                       | Roberta Vinciová 6–4, 6–3                                       | Belinda Bencicová                         | Darja Kasatkinová Ana Ivanovićová       | Anastasija Pavljučenkovová Dominika Cibulková Kateryna Kozlovová Tímea Babosová         |
| 8. února  | St. Petersburg Ladies Trophy Petrohrad, Rusko WTA Premier $753 000 – tvrdý (h) – 28S/32Q/16D dvouhra • čtyřhra                       | Martina Hingisová Sania Mirzaová 6–3, 6–1                       | Věra Duševinová Barbora Krejčíková        | Darja Kasatkinová Ana Ivanovićová       | Anastasija Pavljučenkovová Dominika Cibulková Kateryna Kozlovová Tímea Babosová         |
| 8. února  | Taiwan Open Kao-siung, Tchaj-wan WTA International $ 500 000 – tvrdý – 32S/24Q/16D dvouhra • čtyřhra                                 | Venus Williamsová 6–4, 6–2                                      | Misaki Doiová                             | Julia Putincevová Sie Šu-wej            | Anastasija Sevastovová Stefanie Vögeleová Jelizaveta Kuličkovová Kurumi Narová          |
| 8. února  | Taiwan Open Kao-siung, Tchaj-wan WTA International $ 500 000 – tvrdý – 32S/24Q/16D dvouhra • čtyřhra                                 | Čan Chao-čching Čan Jung-žan 6–4, 6–3                           | Eri Hozumiová Miju Katová                 | Julia Putincevová Sie Šu-wej            | Anastasija Sevastovová Stefanie Vögeleová Jelizaveta Kuličkovová Kurumi Narová          |
| 15. února | Dubai Tennis Championships Dubaj, SAE WTA Premier $2 000 000 – tvrdý – 28S/32Q/16D dvouhra • čtyřhra                                 | Sara Erraniová 6–0, 6–2                                         | Barbora Strýcová                          | Caroline Garciaová Elina Svitolinová    | Ana Ivanovićová Andrea Petkovicová Madison Brengleová Coco Vandewegheová                |
| 15. února | Dubai Tennis Championships Dubaj, SAE WTA Premier $2 000 000 – tvrdý – 28S/32Q/16D dvouhra • čtyřhra                                 | Čuang Ťia-žung Darija Juraková 6–4, 6–4                         | Caroline Garciaová Kristina Mladenovicová | Caroline Garciaová Elina Svitolinová    | Ana Ivanovićová Andrea Petkovicová Madison Brengleová Coco Vandewegheová                |
| 15. února | Rio Open Rio de Janeiro, Brazílie WTA International $250 000 – antuka – 32S/24Q/16D dvouhra • čtyřhra                                | Francesca Schiavoneová 2–6, 6–2, 6–2                            | Shelby Rogersová                          | Petra Martićová Sorana Cîrsteaová       | Lara Arruabarrenová Cindy Burgerová Danka Kovinićová Paula Cristina Gonçalvesová        |
| 15. února | Rio Open Rio de Janeiro, Brazílie WTA International $250 000 – antuka – 32S/24Q/16D dvouhra • čtyřhra                                | Verónica Cepede Roygová María Irigoyenová 6–1, 7–6(7–5)         | Tara Mooreová Conny Perrinová             | Petra Martićová Sorana Cîrsteaová       | Lara Arruabarrenová Cindy Burgerová Danka Kovinićová Paula Cristina Gonçalvesová        |
| 22. února | Qatar Total Open Dauhá, Katar WTA Premier 5 $2 818 000 – tvrdý – 56S/32Q/28D dvouhra • čtyřhra                                       | Carla Suárezová Navarrová 1–6, 6–4, 6–4                         | Jeļena Ostapenková                        | Andrea Petkovicová Agnieszka Radwańská  | Čeng Saj-saj Garbiñe Muguruzaová Roberta Vinciová Jelena Vesninová                      |
| 22. února | Qatar Total Open Dauhá, Katar WTA Premier 5 $2 818 000 – tvrdý – 56S/32Q/28D dvouhra • čtyřhra                                       | Čan Chao-čching Čan Jung-žan 6–3, 6–3                           | Sara Erraniová Carla Suárezová Navarrová  | Andrea Petkovicová Agnieszka Radwańská  | Čeng Saj-saj Garbiñe Muguruzaová Roberta Vinciová Jelena Vesninová                      |
| 22. února | Abierto Mexicano Telcel Acapulco, Mexiko WTA International $250 000 – tvrdý – 32S/24Q/16D dvouhra • čtyřhra                          | Sloane Stephensová 6–4, 4–6, 7–6(7–5)                           | Dominika Cibulková                        | Christina McHaleová Yanina Wickmayerová | Johanna Larssonová Mirjana Lučićová Baroniová Anastasija Pavljučenkovová Naomi Ósakaová |
| 22. února | Abierto Mexicano Telcel Acapulco, Mexiko WTA International $250 000 – tvrdý – 32S/24Q/16D dvouhra • čtyřhra                          | Anabel Medina Garrigues Arantxa Parra Santonja 6–0, 6–4         | Kiki Bertensová Johanna Larssonová        | Christina McHaleová Yanina Wickmayerová | Johanna Larssonová Mirjana Lučićová Baroniová Anastasija Pavljučenkovová Naomi Ósakaová |
| 29. února | Monterrey Open Monterrey, Mexiko WTA International $250 000 – tvrdý – 32S/32Q/16D dvouhra • čtyřhra                                  | Heather Watsonová 3–6, 6–2, 6–3                                 | Kirsten Flipkensová                       | Anett Kontaveitová Caroline Garciaová   | Nicole Gibbsová Johanna Kontaová Pauline Parmentierová Caroline Wozniacká               |
| 29. února | Monterrey Open Monterrey, Mexiko WTA International $250 000 – tvrdý – 32S/32Q/16D dvouhra • čtyřhra                                  | Anabel Medina Garrigues Arantxa Parra Santonja 4–6, 7–5, [10–7] | Petra Martićová Maria Sanchezová          | Anett Kontaveitová Caroline Garciaová   | Nicole Gibbsová Johanna Kontaová Pauline Parmentierová Caroline Wozniacká               |
| 29. února | BMW Malaysian Open Kuala Lumpur, Malajsie WTA International $250 000 – tvrdý – 32S/24Q/16D dvouhra • čtyřhra                         | Elina Svitolinová 6–7(5–7), 6–4, 7–5                            | Eugenie Bouchardová                       | Naomi Broadyová Ču Lin                  | Çağla Büyükakçay Sabine Lisická Wang Čchiang Kristína Kučová                            |
| 29. února | BMW Malaysian Open Kuala Lumpur, Malajsie WTA International $250 000 – tvrdý – 32S/24Q/16D dvouhra • čtyřhra                         | Varatčaja Vongteančajová Jang Čao-süan 4–6, 6–4, [10–7]         | Liang Čchen Wang Ja-fan                   | Naomi Broadyová Ču Lin                  | Çağla Büyükakçay Sabine Lisická Wang Čchiang Kristína Kučová                            |

### Březen
| Týden od              | Turnaj | Vítězky                                                   | Finalistky                         | Semifinalistky                        | Čtvrtfinalistky                                                        |
| --------------------- | --- | --------------------------------------------------------- | ---------------------------------- | ------------------------------------- | ---------------------------------------------------------------------- |
| 7. března 14. března  | BNP Paribas Open Indian Wells, Spojené státy WTA Premier Mandatory $6 844 139 – tvrdý – 96S/48Q/32D dvouhra • čtyřhra | Viktoria Azarenková 6–4, 6–4                              | Serena Williamsová                 | Agnieszka Radwańská Karolína Plíšková | Simona Halepová Petra Kvitová Magdaléna Rybáriková Darja Kasatkinová   |
| 7. března 14. března  | BNP Paribas Open Indian Wells, Spojené státy WTA Premier Mandatory $6 844 139 – tvrdý – 96S/48Q/32D dvouhra • čtyřhra | Bethanie Mattek-Sands Coco Vandewegheová 4–6, 6–4, [10–6] | Julia Görgesová Karolína Plíšková  | Agnieszka Radwańská Karolína Plíšková | Simona Halepová Petra Kvitová Magdaléna Rybáriková Darja Kasatkinová   |
| 21. března 28. března | Miami Open Miami, Spojené státy WTA Premier Mandatory $6 844 139 – tvrdý – 96S/48Q/32D dvouhra • čtyřhra              | Viktoria Azarenková 6–3, 6–2                              | Světlana Kuzněcovová               | Timea Bacsinszká Angelique Kerberová  | Jekatěrina Makarovová Simona Halepová Johanna Kontaová Madison Keysová |
| 21. března 28. března | Miami Open Miami, Spojené státy WTA Premier Mandatory $6 844 139 – tvrdý – 96S/48Q/32D dvouhra • čtyřhra              | Bethanie Mattek-Sands Lucie Šafářová 6–3, 6–4             | Tímea Babosová Jaroslava Švedovová | Timea Bacsinszká Angelique Kerberová  | Jekatěrina Makarovová Simona Halepová Johanna Kontaová Madison Keysová |

### Duben
| Týden od  | Turnaj | Vítězky                                                    | Finalistky                                | Semifinalistky                                  | Čtvrtfinalistky                                                                  |
| --------- | --- | ---------------------------------------------------------- | ----------------------------------------- | ----------------------------------------------- | -------------------------------------------------------------------------------- |
| 4. dubna  | Volvo Car Open Charleston, Spojené státy WTA Premier $753 000 – antuka (zelená) 56S/32Q/16D dvouhra • čtyřhra      | Sloane Stephensová 7–6(7–4), 6–2                           | Jelena Vesninová                          | Angelique Kerberová Sara Erraniová              | Irina-Camelia Beguová Darja Kasatkinová Julia Putincevová Laura Siegemundová     |
| 4. dubna  | Volvo Car Open Charleston, Spojené státy WTA Premier $753 000 – antuka (zelená) 56S/32Q/16D dvouhra • čtyřhra      | Caroline Garciaová Kristina Mladenovicová 6–2, 7–5         | Bethanie Mattek-Sands Lucie Šafářová      | Angelique Kerberová Sara Erraniová              | Irina-Camelia Beguová Darja Kasatkinová Julia Putincevová Laura Siegemundová     |
| 4. dubna  | Katowice Open Katovice, Polsko WTA International $250 000 – tvrdý (h) – 32S/32Q/16D dvouhra • čtyřhra              | Dominika Cibulková 6–4, 6–0                                | Camila Giorgiová                          | Jeļena Ostapenková Pauline Parmentierová        | Tímea Babosová Kirsten Flipkensová Francesca Schiavoneová Magda Linetteová       |
| 4. dubna  | Katowice Open Katovice, Polsko WTA International $250 000 – tvrdý (h) – 32S/32Q/16D dvouhra • čtyřhra              | Eri Hozumiová Miju Katová 3–6, 7–5, [10–8]                 | Valentina Ivachněnková Marina Melnikovová | Jeļena Ostapenková Pauline Parmentierová        | Tímea Babosová Kirsten Flipkensová Francesca Schiavoneová Magda Linetteová       |
| 11. dubna | Fed Cup, semifinále Lucern, Švýcarsko – tvrdý (h) Trélazé, Francie – antuka (h)                                    | Vítězky                                                    | Poražené                                  |                                                 |                                                                                  |
| 11. dubna | Fed Cup, semifinále Lucern, Švýcarsko – tvrdý (h) Trélazé, Francie – antuka (h)                                    | Česko 3–2 Francie 3–2                                      | Švýcarsko Nizozemsko                      |                                                 |                                                                                  |
| 11. dubna | Copa Colsanitas Bogotá, Kolumbie WTA International $250 000 – antuka – 32S/24Q/16D dvouhra • čtyřhra               | Irina Falconiová 6–2, 2–6, 6–4                             | Sílvia Solerová Espinosová                | Paula Cristina Gonçalvesová Lara Arruabarrenová | Alexandra Panovová Amra Sadikovićová Sachia Vickeryová Catalina Pellaová         |
| 11. dubna | Copa Colsanitas Bogotá, Kolumbie WTA International $250 000 – antuka – 32S/24Q/16D dvouhra • čtyřhra               | Lara Arruabarrenová Tatjana Mariová 6–2, 4–6, [10–8]       | Gabriela Céová Andrea Gámizová            | Paula Cristina Gonçalvesová Lara Arruabarrenová | Alexandra Panovová Amra Sadikovićová Sachia Vickeryová Catalina Pellaová         |
| 18. dubna | Porsche Tennis Grand Prix Stuttgart, Německo WTA Premier $759 000 – antuka (h) – 28S/32Q/16D dvouhra • čtyřhra     | Angelique Kerberová 6–4, 6–0                               | Laura Siegemundová                        | Agnieszka Radwańská Petra Kvitová               | Karolína Plíšková Roberta Vinciová Garbiñe Muguruzaová Carla Suárezová Navarrová |
| 18. dubna | Porsche Tennis Grand Prix Stuttgart, Německo WTA Premier $759 000 – antuka (h) – 28S/32Q/16D dvouhra • čtyřhra     | Caroline Garciaová Kristina Mladenovicová 2–6, 6–1, [10–6] | Martina Hingisová Sania Mirzaová          | Agnieszka Radwańská Petra Kvitová               | Karolína Plíšková Roberta Vinciová Garbiñe Muguruzaová Carla Suárezová Navarrová |
| 18. dubna | TEB BNP Paribas Istanbul Cup Istanbul, Turecko WTA International $250 000 – antuka – 32S/24Q/16D dvouhra • čtyřhra | Çağla Büyükakçay 3–6, 6–2, 6–3                             | Danka Kovinićová                          | Kateryna Kozlovová Stefanie Vögeleová           | Maria Sakkariová Anastasija Sevastovová Nao Hibinová Kristína Kučová             |
| 18. dubna | TEB BNP Paribas Istanbul Cup Istanbul, Turecko WTA International $250 000 – antuka – 32S/24Q/16D dvouhra • čtyřhra | Andreea Mituová İpek Soyluová Bez boje                     | Xenia Knollová Danka Kovinićová           | Kateryna Kozlovová Stefanie Vögeleová           | Maria Sakkariová Anastasija Sevastovová Nao Hibinová Kristína Kučová             |
| 25. dubna | J&T Banka Prague Open Praha, Česko WTA International $500 000 – antuka – 32S/32Q/16D dvouhra • čtyřhra             | Lucie Šafářová 3–6, 6–1, 6–4                               | Samantha Stosurová                        | Světlana Kuzněcovová Karolína Plíšková          | Mónica Puigová Barbora Strýcová Camila Giorgiová Sie Šu-wej                      |
| 25. dubna | J&T Banka Prague Open Praha, Česko WTA International $500 000 – antuka – 32S/32Q/16D dvouhra • čtyřhra             | Margarita Gasparjanová Andrea Hlaváčková 6–4, 6–2          | María Irigoyenová Paula Kaniová           | Světlana Kuzněcovová Karolína Plíšková          | Mónica Puigová Barbora Strýcová Camila Giorgiová Sie Šu-wej                      |
| 25. dubna | Marrakech Grand Prix Marrákeš, Maroko WTA International $250,000 – antuka – 32S/32Q/16D dvouhra • čtyřhra          | Timea Bacsinszká 6–2, 6–1                                  | Marina Erakovicová                        | Tímea Babosová Kiki Bertensová                  | Johanna Larssonová Pauline Parmentierová Julia Putincevová Aleksandra Krunićová  |
| 25. dubna | Marrakech Grand Prix Marrákeš, Maroko WTA International $250,000 – antuka – 32S/32Q/16D dvouhra • čtyřhra          | Xenia Knollová Aleksandra Krunićová 6–3, 6–0               | Tatjana Mariová Raluca Olaru              | Tímea Babosová Kiki Bertensová                  | Johanna Larssonová Pauline Parmentierová Julia Putincevová Aleksandra Krunićová  |

### Květen
| Týden od              | Turnaj | Vítězky                                                 | Finalistky                             | Semifinalistky                            | Čtvrtfinalistky                                                                 |
| --------------------- | --- | ------------------------------------------------------- | -------------------------------------- | ----------------------------------------- | ------------------------------------------------------------------------------- |
| 2. května             | Mutua Madrid Open Madrid, Španělsko WTA Premier Mandatory €4 771 360 – antuka – 64S/32Q/28D dvouhra • čtyřhra       | Simona Halepová 6–2, 6–4                                | Dominika Cibulková                     | Louisa Chiricová Samantha Stosurová       | Sorana Cîrsteaová Darja Gavrilovová Irina-Camelia Beguová Patricia Maria Țigová |
| 2. května             | Mutua Madrid Open Madrid, Španělsko WTA Premier Mandatory €4 771 360 – antuka – 64S/32Q/28D dvouhra • čtyřhra       | Caroline Garciaová Kristina Mladenovicová 6–4, 6–4      | Martina Hingisová Sania Mirzaová       | Louisa Chiricová Samantha Stosurová       | Sorana Cîrsteaová Darja Gavrilovová Irina-Camelia Beguová Patricia Maria Țigová |
| 9. května             | Internazionali BNL d'Italia Řím, Itálie WTA Premier 5 €2 399 000 – antuka – 56S/32Q/28D dvouhra • čtyřhra           | Serena Williamsová 7–6(7–5), 6–3                        | Madison Keysová                        | Irina-Camelia Beguová Garbiñe Muguruzaová | Světlana Kuzněcovová Misaki Doiová Timea Bacsinszká Barbora Strýcová            |
| 9. května             | Internazionali BNL d'Italia Řím, Itálie WTA Premier 5 €2 399 000 – antuka – 56S/32Q/28D dvouhra • čtyřhra           | Martina Hingisová Sania Mirzaová 6–1, 6–7(5–7), [10–3]  | Jekatěrina Makarovová Jelena Vesninová | Irina-Camelia Beguová Garbiñe Muguruzaová | Světlana Kuzněcovová Misaki Doiová Timea Bacsinszká Barbora Strýcová            |
| 16. května            | Internationaux de Strasbourg Štrasburk, Francie WTA International $250 000 – antuka – 32S/24Q/16D dvouhra • čtyřhra | Caroline Garciaová 6–4, 6–1                             | Mirjana Lučićová Baroniová             | Virginie Razzanová Kristina Mladenovicová | Jelena Vesninová Samantha Stosurová Alla Kudrjavcevová Pauline Parmentierová    |
| 16. května            | Internationaux de Strasbourg Štrasburk, Francie WTA International $250 000 – antuka – 32S/24Q/16D dvouhra • čtyřhra | Anabel Medina Garrigues Arantxa Parra Santonja 6–2, 6–0 | María Irigoyenová Liang Čchen          | Virginie Razzanová Kristina Mladenovicová | Jelena Vesninová Samantha Stosurová Alla Kudrjavcevová Pauline Parmentierová    |
| 16. května            | Nürnberger Versicherungscup Norimberk, Německo WTA International $250 000 – antuka – 32S/24Q/16D dvouhra • čtyřhra  | Kiki Bertensová 6–2, 6–2                                | Mariana Duqueová Mariñová              | Julia Görgesová Annika Becková            | Irina Falconiová Lesja Curenková Anna-Lena Friedsamová Varvara Lepčenková       |
| 16. května            | Nürnberger Versicherungscup Norimberk, Německo WTA International $250 000 – antuka – 32S/24Q/16D dvouhra • čtyřhra  | Kiki Bertensová Johanna Larssonová 6–3, 6–4             | Šúko Aojamová Renata Voráčová          | Julia Görgesová Annika Becková            | Irina Falconiová Lesja Curenková Anna-Lena Friedsamová Varvara Lepčenková       |
| 23. května 30. května | French Open Paříž, Francie Grand Slam €32 017 500 – antuka 128S/96Q/64D/32X dvouhra • čtyřhra • mix                 | Garbiñe Muguruzaová 7–5, 6–4                            | Serena Williamsová                     | Kiki Bertensová Samantha Stosurová        | Julia Putincevová Timea Bacsinszká Shelby Rogersová Cvetana Pironkovová         |
| 23. května 30. května | French Open Paříž, Francie Grand Slam €32 017 500 – antuka 128S/96Q/64D/32X dvouhra • čtyřhra • mix                 | Caroline Garciaová Kristina Mladenovicová 6–3, 2–6, 6–4 | Jekatěrina Makarovová Jelena Vesninová | Kiki Bertensová Samantha Stosurová        | Julia Putincevová Timea Bacsinszká Shelby Rogersová Cvetana Pironkovová         |
| 23. května 30. května | French Open Paříž, Francie Grand Slam €32 017 500 – antuka 128S/96Q/64D/32X dvouhra • čtyřhra • mix                 | Martina Hingisová Leander Paes 4–6, 6–4, [10–8]         | Sania Mirzaová Ivan Dodig              | Kiki Bertensová Samantha Stosurová        | Julia Putincevová Timea Bacsinszká Shelby Rogersová Cvetana Pironkovová         |

### Červen
| Týden od               | Turnaj | Vítězky                                                     | Finalistky                               | Semifinalistky                               | Čtvrtfinalistky                                                                        |
| ---------------------- | --- | ----------------------------------------------------------- | ---------------------------------------- | -------------------------------------------- | -------------------------------------------------------------------------------------- |
| 6. června              | AEGON Nottingham Open Nottingham, Velká Británie WTA International $250 000 – tráva – 32S/32Q/16D dvouhra • čtyřhra | Karolína Plíšková 7–6(10–8), 7–5                            | Alison Riskeová                          | Mónica Puigová Čeng Saj-saj                  | Ashleigh Bartyová Tamira Paszeková Anett Kontaveitová Tara Mooreová                    |
| 6. června              | AEGON Nottingham Open Nottingham, Velká Británie WTA International $250 000 – tráva – 32S/32Q/16D dvouhra • čtyřhra | Andrea Hlaváčková Pcheng Šuaj 7–5, 3–6, [10–7]              | Gabriela Dabrowská Jang Čao-süan         | Mónica Puigová Čeng Saj-saj                  | Ashleigh Bartyová Tamira Paszeková Anett Kontaveitová Tara Mooreová                    |
| 6. června              | Topshelf Open 's-Hertogenbosch, Nizozemsko WTA International $250 000 – tráva – 32S/24Q/16D dvouhra • čtyřhra       | Coco Vandewegheová 7–5, 7–5                                 | Kristina Mladenovicová                   | Belinda Bencicová Madison Brengleová         | Viktorija Golubicová Elise Mertensová Kateryna Kozlovová Jevgenija Rodinová            |
| 6. června              | Topshelf Open 's-Hertogenbosch, Nizozemsko WTA International $250 000 – tráva – 32S/24Q/16D dvouhra • čtyřhra       | Oxana Kalašnikovová Jaroslava Švedovová 6–1, 6–1            | Xenia Knollová Aleksandra Krunićová      | Belinda Bencicová Madison Brengleová         | Viktorija Golubicová Elise Mertensová Kateryna Kozlovová Jevgenija Rodinová            |
| 13. června             | AEGON Classic Birmingham, Velká Británie WTA Premier $846 000 – tráva – 32S/32Q/16D dvouhra • čtyřhra               | Madison Keysová 6–3, 6–4                                    | Barbora Strýcová                         | Coco Vandewegheová Carla Suárezová Navarrová | Yanina Wickmayerová Cvetana Pironkovová Jeļena Ostapenková Angelique Kerberová         |
| 13. června             | AEGON Classic Birmingham, Velká Británie WTA Premier $846 000 – tráva – 32S/32Q/16D dvouhra • čtyřhra               | Karolína Plíšková Barbora Strýcová 6–3, 7–6(7–1)            | Vania Kingová Alla Kudrjavcevová         | Coco Vandewegheová Carla Suárezová Navarrová | Yanina Wickmayerová Cvetana Pironkovová Jeļena Ostapenková Angelique Kerberová         |
| 13. června             | Mallorca Open Mallorca, Španělsko WTA International $250 000 – tráva – 32S/32Q/16D dvouhra • čtyřhra                | Caroline Garciaová 6–3, 6–4                                 | Anastasija Sevastovová                   | Kirsten Flipkensová Jelena Jankovićová       | Verónica Cepedeová Roygová Ana Ivanovićová Mariana Duqueová Mariñová Sorana Cîrsteaová |
| 13. června             | Mallorca Open Mallorca, Španělsko WTA International $250 000 – tráva – 32S/32Q/16D dvouhra • čtyřhra                | Gabriela Dabrowská María José Martínez 6–4, 6–2             | Anna-Lena Friedsamová Laura Siegemundová | Kirsten Flipkensová Jelena Jankovićová       | Verónica Cepedeová Roygová Ana Ivanovićová Mariana Duqueová Mariñová Sorana Cîrsteaová |
| 20. června             | AEGON International Eastbourne, Velká Británie WTA Premier $753 000 – tráva – 48S/32Q/16D dvouhra • čtyřhra         | Dominika Cibulková 7–5, 6–3                                 | Karolína Plíšková                        | Mónica Puigová Johanna Kontaová              | Agnieszka Radwańská Kristina Mladenovicová Jelena Vesninová Jekatěrina Makarovová      |
| 20. června             | AEGON International Eastbourne, Velká Británie WTA Premier $753 000 – tráva – 48S/32Q/16D dvouhra • čtyřhra         | Darija Juraková Anastasia Rodionovová 5–7, 7–6(7–4), [10–6] | Čan Chao-čching Čan Jung-žan             | Mónica Puigová Johanna Kontaová              | Agnieszka Radwańská Kristina Mladenovicová Jelena Vesninová Jekatěrina Makarovová      |
| 27. června 4. července | Wimbledon Londýn, Velká Británie Grand Slam $11 174 883 – tráva 128S/96Q/64D/16Q/48X dvouhra • čtyřhra • mix        | Serena Williamsová 7–5, 6–3                                 | Angelique Kerberová                      | Jelena Vesninová Venus Williamsová           | Anastasija Pavljučenkovová Dominika Cibulková Simona Halepová Jaroslava Švedovová      |
| 27. června 4. července | Wimbledon Londýn, Velká Británie Grand Slam $11 174 883 – tráva 128S/96Q/64D/16Q/48X dvouhra • čtyřhra • mix        | Serena Williamsová Venus Williamsová 6–3, 6–4               | Tímea Babosová Jaroslava Švedovová       | Jelena Vesninová Venus Williamsová           | Anastasija Pavljučenkovová Dominika Cibulková Simona Halepová Jaroslava Švedovová      |
| 27. června 4. července | Wimbledon Londýn, Velká Británie Grand Slam $11 174 883 – tráva 128S/96Q/64D/16Q/48X dvouhra • čtyřhra • mix        | Henri Kontinen Heather Watsonová 7–6(7–5), 6–4              | Robert Farah Anna-Lena Grönefeldová      | Jelena Vesninová Venus Williamsová           | Anastasija Pavljučenkovová Dominika Cibulková Simona Halepová Jaroslava Švedovová      |

### Červenec
| Týden od     | Turnaj | Vítězky                                                 | Finalistky                              | Semifinalistky                      | Čtvrtfinalistky                                                                    |
| ------------ | --- | ------------------------------------------------------- | --------------------------------------- | ----------------------------------- | ---------------------------------------------------------------------------------- |
| 11. července | BRD Bucharest Open Bukurešť, Rumunsko WTA International $250 000 – antuka – 32S/32Q/16D dvouhra • čtyřhra        | Simona Halepová 6–0, 6–0                                | Anastasija Sevastovová                  | Vania Kingová Laura Siegemundová    | Danka Kovinićová Pauline Parmentierová Polona Hercogová Sara Erraniová             |
| 11. července | BRD Bucharest Open Bukurešť, Rumunsko WTA International $250 000 – antuka – 32S/32Q/16D dvouhra • čtyřhra        | Jessica Mooreová Varatčaja Vongteančajová 6–3, 7–6(7–5) | Alexandra Cadanțuová Katarzyna Piterová | Vania Kingová Laura Siegemundová    | Danka Kovinićová Pauline Parmentierová Polona Hercogová Sara Erraniová             |
| 11. července | Ladies Championship Gstaad Gstaad, Švýcarsko WTA International $250 000 – antuka – 32S/24Q/16D dvouhra • čtyřhra | Viktorija Golubicová 4–6, 6–3, 6–4                      | Kiki Bertensová                         | Timea Bacsinszká Rebeka Masárová    | Johanna Larssonová Irina Chromačovová Carina Witthöftová Annika Becková            |
| 11. července | Ladies Championship Gstaad Gstaad, Švýcarsko WTA International $250 000 – antuka – 32S/24Q/16D dvouhra • čtyřhra | Lara Arruabarrenová Xenia Knollová 6–1, 3–6, [10–8]     | Annika Becková Jevgenija Rodinová       | Timea Bacsinszká Rebeka Masárová    | Johanna Larssonová Irina Chromačovová Carina Witthöftová Annika Becková            |
| 18. července | Bank of the West Classic Stanford, Spojené státy WTA Premier $846 000 – tvrdý – 28S/16Q/16D dvouhra • čtyřhra    | Johanna Kontaová 7–5, 5–7, 6–2                          | Venus Williamsová                       | Alison Riskeová Dominika Cibulková  | Catherine Bellisová Coco Vandewegheová Čeng Saj-saj Misaki Doiová                  |
| 18. července | Bank of the West Classic Stanford, Spojené státy WTA Premier $846 000 – tvrdý – 28S/16Q/16D dvouhra • čtyřhra    | Raquel Atawová Abigail Spearsová 6–3, 6–4               | Darija Juraková Anastasia Rodionovová   | Alison Riskeová Dominika Cibulková  | Catherine Bellisová Coco Vandewegheová Čeng Saj-saj Misaki Doiová                  |
| 18. července | Collector Swedish Open Båstad, Švédsko WTA International $250 000 – antuka – 32S/24Q/16D dvouhra • čtyřhra       | Laura Siegemundová 7–5, 6–1                             | Kateřina Siniaková                      | Julia Görgesová Johanna Larssonová  | Lara Arruabarrenová Karin Knappová Annika Becková Sara Erraniová                   |
| 18. července | Collector Swedish Open Båstad, Švédsko WTA International $250 000 – antuka – 32S/24Q/16D dvouhra • čtyřhra       | Andreea Mituová Alicja Rosolská 6–3, 7–5                | Lesley Kerkhoveová Lidzija Marozavová   | Julia Görgesová Johanna Larssonová  | Lara Arruabarrenová Karin Knappová Annika Becková Sara Erraniová                   |
| 18. července | Citi Open Washington, D.C., Spojené státy WTA International $250 000 – tvrdý – 32S/16Q/16D dvouhra • čtyřhra     | Yanina Wickmayerová 6–4, 6–2                            | Lauren Davisová                         | Jessica Pegulaová Julia Putincevová | Samantha Stosurová Camila Giorgiová Kristina Mladenovicová Risa Ozakiová           |
| 18. července | Citi Open Washington, D.C., Spojené státy WTA International $250 000 – tvrdý – 32S/16Q/16D dvouhra • čtyřhra     | Monica Niculescuová Yanina Wickmayerová 6–4, 6–3        | Šúko Aojamová Risa Ozakiová             | Jessica Pegulaová Julia Putincevová | Samantha Stosurová Camila Giorgiová Kristina Mladenovicová Risa Ozakiová           |
| 25. července | Rogers Cup Montréal, Kanada WTA Premier 5 $2 714 413 – tvrdý – 56S/48Q/28D dvouhra • čtyřhra                     | Simona Halepová 7–6(7–2), 6–3                           | Madison Keysová                         | Kristína Kučová Angelique Kerberová | Johanna Kontaová Anastasija Pavljučenkovová Světlana Kuzněcovová Darja Kasatkinová |
| 25. července | Rogers Cup Montréal, Kanada WTA Premier 5 $2 714 413 – tvrdý – 56S/48Q/28D dvouhra • čtyřhra                     | Jekatěrina Makarovová Jelena Vesninová 6–3, 7–6(7–5)    | Simona Halepová Monica Niculescuová     | Kristína Kučová Angelique Kerberová | Johanna Kontaová Anastasija Pavljučenkovová Světlana Kuzněcovová Darja Kasatkinová |

### Srpen
| Týden od          | Turnaj | Vítězky                                                     | Finalistky                                | Semifinalistky                        | Semifinalistky                        | Čtvrtfinalistky                                                                   |
| ----------------- | --- | ----------------------------------------------------------- | ----------------------------------------- | ------------------------------------- | ------------------------------------- | --------------------------------------------------------------------------------- |
| 1. srpna          | Brasil Tennis Cup Florianópolis, Brazílie WTA International $250 000 – tvrdý 32S/24Q/16D dvouhra • čtyřhra       | Irina-Camelia Beguová 2–6, 6–4, 6–3                         | Tímea Babosová                            | Ana Bogdanová Mónica Puigová          | Ana Bogdanová Mónica Puigová          | Ljudmyla Kičenoková Jeļena Ostapenková Naomi Ósakaová Nao Hibinová                |
| 1. srpna          | Brasil Tennis Cup Florianópolis, Brazílie WTA International $250 000 – tvrdý 32S/24Q/16D dvouhra • čtyřhra       | Ljudmyla Kičenoková Nadija Kičenoková 6–3, 6–1              | Tímea Babosová Réka Luca Janiová          | Ana Bogdanová Mónica Puigová          | Ana Bogdanová Mónica Puigová          | Ljudmyla Kičenoková Jeļena Ostapenková Naomi Ósakaová Nao Hibinová                |
| 1. srpna          | Jiangxi Open Nan-čchang, ČLR WTA International $250 000 – tvrdý 32S/24Q/16D dvouhra • čtyřhra                    | Tuan Jing-jing 1–6, 6–4, 6–2                                | Vania Kingová                             | Risa Ozakiová Misa Egučiová           | Risa Ozakiová Misa Egučiová           | Francesca Schiavoneová Čang Kchaj-lin Liou Fang-čou Kurumi Narová                 |
| 1. srpna          | Jiangxi Open Nan-čchang, ČLR WTA International $250 000 – tvrdý 32S/24Q/16D dvouhra • čtyřhra                    | Liang Čchen Lu Ťing-ťing 3–6, 7–6(7–2), [13–11]             | Šúko Aojamová Makoto Ninomijová           | Risa Ozakiová Misa Egučiová           | Risa Ozakiová Misa Egučiová           | Francesca Schiavoneová Čang Kchaj-lin Liou Fang-čou Kurumi Narová                 |
| 8. srpna          | Letní olympijské hry Rio de Janeiro, Brazílie Letní olympijské hry tvrdý – 64S/32D/16X dvouhra • čtyřhra • mix   | Zlatá medaile                                               | Stříbrná medaile                          | Bronzová medaile                      | 4. místo                              | Čtvrtfinalistky                                                                   |
| 8. srpna          | Letní olympijské hry Rio de Janeiro, Brazílie Letní olympijské hry tvrdý – 64S/32D/16X dvouhra • čtyřhra • mix   | Mónica Puigová 6–4, 4–6, 6–1                                | Angelique Kerberová                       | Petra Kvitová                         | Madison Keysová                       | Elina Svitolinová Laura Siegemundová Darja Kasatkinová Johanna Kontaová           |
| 8. srpna          | Letní olympijské hry Rio de Janeiro, Brazílie Letní olympijské hry tvrdý – 64S/32D/16X dvouhra • čtyřhra • mix   | Jekatěrina Makarovová Jelena Vesninová 6-4, 6-4             | Timea Bacsinszká Martina Hingisová        | Lucie Šafářová Barbora Strýcová       | Andrea Hlaváčková Lucie Hradecká      | Elina Svitolinová Laura Siegemundová Darja Kasatkinová Johanna Kontaová           |
| 8. srpna          | Letní olympijské hry Rio de Janeiro, Brazílie Letní olympijské hry tvrdý – 64S/32D/16X dvouhra • čtyřhra • mix   | Bethanie Matteková-Sandsová Jack Sock 6-7(3-7), 6-1, [10-7] | Venus Williamsová Rajeev Ram              | Lucie Hradecká Radek Štěpánek         | Sania Mirzaová Rohan Bopanna          | Elina Svitolinová Laura Siegemundová Darja Kasatkinová Johanna Kontaová           |
| 15. srpna         | Western & Southern Open Cincinnati, Spojené státy WTA Premier 5 $2 804 000 – tvrdý 48S/32Q/28D dvouhra • čtyřhra | Karolína Plíšková 6–3, 6–1                                  | Angelique Kerberová                       | Garbiñe Muguruzaová Simona Halepová   | Garbiñe Muguruzaová Simona Halepová   | Světlana Kuzněcovová Tímea Babosová Agnieszka Radwańská Carla Suárezová Navarrová |
| 15. srpna         | Western & Southern Open Cincinnati, Spojené státy WTA Premier 5 $2 804 000 – tvrdý 48S/32Q/28D dvouhra • čtyřhra | Sania Mirzaová Barbora Strýcová 7–5, 6–4                    | Martina Hingisová Coco Vandewegheová      | Garbiñe Muguruzaová Simona Halepová   | Garbiñe Muguruzaová Simona Halepová   | Světlana Kuzněcovová Tímea Babosová Agnieszka Radwańská Carla Suárezová Navarrová |
| 22. srpna         | Connecticut Open New Haven, Spojené státy WTA Premier $761 000 – tvrdý 30S/48Q/16D dvouhra • čtyřhra             | Agnieszka Radwańská 6–1, 7–6(7–3)                           | Elina Svitolinová                         | Petra Kvitová Johanna Larssonová      | Petra Kvitová Johanna Larssonová      | Kirsten Flipkensová Jekatěrina Makarovová Jelena Vesninová Roberta Vinciová       |
| 22. srpna         | Connecticut Open New Haven, Spojené státy WTA Premier $761 000 – tvrdý 30S/48Q/16D dvouhra • čtyřhra             | Sania Mirzaová Monica Niculescuová 7–5, 6–4                 | Kateryna Bondarenková Čuang Ťia-žung      | Petra Kvitová Johanna Larssonová      | Petra Kvitová Johanna Larssonová      | Kirsten Flipkensová Jekatěrina Makarovová Jelena Vesninová Roberta Vinciová       |
| 29. srpna 5. září | US Open New York, Spojené státy Grand Slam $11 517 008 – tvrdý 128S/128Q/64D/32X dvouhra • čtyřhra • mix         | Angelique Kerberová 6–3, 4–6, 6–4                           | Karolína Plíšková                         | Serena Williamsová Caroline Wozniacká | Serena Williamsová Caroline Wozniacká | Simona Halepová Ana Konjuhová Anastasija Sevastovová Roberta Vinciová             |
| 29. srpna 5. září | US Open New York, Spojené státy Grand Slam $11 517 008 – tvrdý 128S/128Q/64D/32X dvouhra • čtyřhra • mix         | Bethanie Mattek-Sands Lucie Šafářová 2–6, 7–6(7–5), 6–4     | Caroline Garciaová Kristina Mladenovicová | Serena Williamsová Caroline Wozniacká | Serena Williamsová Caroline Wozniacká | Simona Halepová Ana Konjuhová Anastasija Sevastovová Roberta Vinciová             |
| 29. srpna 5. září | US Open New York, Spojené státy Grand Slam $11 517 008 – tvrdý 128S/128Q/64D/32X dvouhra • čtyřhra • mix         | Laura Siegemundová Mate Pavić 6–4, 6–4                      | Coco Vandewegheová Rajeev Ram             | Serena Williamsová Caroline Wozniacká | Serena Williamsová Caroline Wozniacká | Simona Halepová Ana Konjuhová Anastasija Sevastovová Roberta Vinciová             |

### Září
| Týden od | Turnaj | Vítězky                                             | Finalistky                            | Semifinalistky                        | Čtvrtfinalistky                                                                 |
| -------- | --- | --------------------------------------------------- | ------------------------------------- | ------------------------------------- | ------------------------------------------------------------------------------- |
| 12. září | Coupe Banque Nationale Québec, Kanada WTA International $250 000 – tvrdý (h) – 32S/24Q/16D dvouhra • čtyřhra        | Océane Dodinová 6–4, 6–3                            | Lauren Davisová                       | Tereza Martincová Julia Boserupová    | Alla Kudrjavcevová Jessica Pegulaová Catherine Bellisová Alison Van Uytvancková |
| 12. září | Coupe Banque Nationale Québec, Kanada WTA International $250 000 – tvrdý (h) – 32S/24Q/16D dvouhra • čtyřhra        | Andrea Hlaváčková Lucie Hradecká 7–6(7–2), 7–6(7–2) | Alla Kudrjavcevová Alexandra Panovová | Tereza Martincová Julia Boserupová    | Alla Kudrjavcevová Jessica Pegulaová Catherine Bellisová Alison Van Uytvancková |
| 12. září | Japan Women's Open Ósaka, Japonsko WTA International $250 000 – tvrdý – 32S/32Q/16D dvouhra • čtyřhra               | Christina McHaleová 3–6, 6–4, 6–4                   | Kateřina Siniaková                    | Čang Šuaj Jana Čepelová               | Alison Riskeová Varvara Lepčenková Kurumi Narová Viktorija Golubicová           |
| 12. září | Japan Women's Open Ósaka, Japonsko WTA International $250 000 – tvrdý – 32S/32Q/16D dvouhra • čtyřhra               | Šúko Aojamová Makoto Ninomijová 6–3, 6–3            | Jocelyn Raeová Anna Smithová          | Čang Šuaj Jana Čepelová               | Alison Riskeová Varvara Lepčenková Kurumi Narová Viktorija Golubicová           |
| 19. září | Toray Pan Pacific Open Tokio, Japonsko WTA Premier $1 000 000 – tvrdý – 28S/32Q/16D dvouhra • čtyřhra               | Caroline Wozniacká 7–5, 6–3                         | Naomi Ósakaová                        | Elina Svitolinová Agnieszka Radwańská | Garbiñe Muguruzaová Aljaksandra Sasnovičová Magda Linetteová Mónica Puigová     |
| 19. září | Toray Pan Pacific Open Tokio, Japonsko WTA Premier $1 000 000 – tvrdý – 28S/32Q/16D dvouhra • čtyřhra               | Sania Mirzaová Barbora Strýcová 6–1, 6–1            | Liang Čchen Jang Čao-süan             | Elina Svitolinová Agnieszka Radwańská | Garbiñe Muguruzaová Aljaksandra Sasnovičová Magda Linetteová Mónica Puigová     |
| 19. září | Kia Korea Open Soul, Jižní Korea WTA International $250 000 – tvrdý – 32S/32Q/16D dvouhra • čtyřhra                 | Lara Arruabarrenová 6–0, 2–6, 6–0                   | Monica Niculescuová                   | Čang Šuaj Patricia Maria Țigová       | Jana Čepelová Camila Giorgiová Sara Sorribesová Tormová Johanna Larssonová      |
| 19. září | Kia Korea Open Soul, Jižní Korea WTA International $250 000 – tvrdý – 32S/32Q/16D dvouhra • čtyřhra                 | Kirsten Flipkensová Johanna Larssonová 6–2, 6–3     | Akiko Omaeová Peangtarn Plipuečová    | Čang Šuaj Patricia Maria Țigová       | Jana Čepelová Camila Giorgiová Sara Sorribesová Tormová Johanna Larssonová      |
| 19. září | Guangzhou International Women's Open Kanton, ČLR WTA International $250 000 – tvrdý – 32S/24Q/16D dvouhra • čtyřhra | Lesja Curenková 6–4, 3–6, 6–4                       | Jelena Jankovićová                    | Anett Kontaveitová Ana Konjuhová      | Viktorija Golubicová Alison Riskeová Jennifer Bradyová Sabine Lisická           |
| 19. září | Guangzhou International Women's Open Kanton, ČLR WTA International $250 000 – tvrdý – 32S/24Q/16D dvouhra • čtyřhra | Asia Muhammadová Pcheng Šuaj 6–2, 7–6(7–3)          | Olga Govorcovová Věra Lapková         | Anett Kontaveitová Ana Konjuhová      | Viktorija Golubicová Alison Riskeová Jennifer Bradyová Sabine Lisická           |
| 26. září | Wuhan Tennis Open Wu-chan, ČLR WTA Premier 5 $2 589 000 – tvrdý – 56S/32Q/28D dvouhra • čtyřhra                     | Petra Kvitová 6–1, 6–1                              | Dominika Cibulková                    | Simona Halepová Světlana Kuzněcovová  | Johanna Kontaová Madison Keysová Agnieszka Radwańská Barbora Strýcová           |
| 26. září | Wuhan Tennis Open Wu-chan, ČLR WTA Premier 5 $2 589 000 – tvrdý – 56S/32Q/28D dvouhra • čtyřhra                     | Bethanie Mattek-Sands Lucie Šafářová 6–1, 6–4       | Sania Mirzaová Barbora Strýcová       | Simona Halepová Světlana Kuzněcovová  | Johanna Kontaová Madison Keysová Agnieszka Radwańská Barbora Strýcová           |
| 26. září | Tashkent Open Taškent, Uzbekistán WTA International $250 000 – tvrdý – 32S/16Q/16D dvouhra • čtyřhra                | Kristýna Plíšková 6–3, 2–6, 6–3                     | Nao Hibinová                          | Kateryna Kozlovová Denisa Allertová   | Stefanie Vögeleová Irina Chromačovová Lesja Curenková Kirsten Flipkensová       |
| 26. září | Tashkent Open Taškent, Uzbekistán WTA International $250 000 – tvrdý – 32S/16Q/16D dvouhra • čtyřhra                | Ioana Raluca Olaruová İpek Soyluová 7–5, 6–3        | Demi Schuursová Renata Voráčová       | Kateryna Kozlovová Denisa Allertová   | Stefanie Vögeleová Irina Chromačovová Lesja Curenková Kirsten Flipkensová       |

### Říjen
| Týden od  | Turnaj | Vítězky                                              | Finalistky                                | Semifinalistky                            | Čtvrtfinalistky |
| --------- | --- | ---------------------------------------------------- | ----------------------------------------- | ----------------------------------------- | --- |
| 3. října  | China Open Peking, ČLR WTA Premier Mandatory $6 289 521 – tvrdý – 60S/32Q/28D dvouhra • čtyřhra                               | Agnieszka Radwańská 6–4, 6–2                         | Johanna Kontaová                          | Elina Svitolinová Madison Keysová         | Darja Gavrilovová Jaroslava Švedovová Čang Šuaj Petra Kvitová                                                                                             |
| 3. října  | China Open Peking, ČLR WTA Premier Mandatory $6 289 521 – tvrdý – 60S/32Q/28D dvouhra • čtyřhra                               | Bethanie Mattek-Sands Lucie Šafářová 6–4, 6–4        | Caroline Garciaová Kristina Mladenovicová | Elina Svitolinová Madison Keysová         | Darja Gavrilovová Jaroslava Švedovová Čang Šuaj Petra Kvitová                                                                                             |
| 10. října | Tianjin Open Tchien-ťin, ČLR WTA International $500 000 – tvrdý – 32S/16Q/16D dvouhra • čtyřhra                               | Pcheng Šuaj 7–6(7–3), 6–2                            | Alison Riskeová                           | Danka Kovinićová Světlana Kuzněcovová     | Agnieszka Radwańská Mónica Puigová Chan Sin-jün Naomi Ósakaová                                                                                            |
| 10. října | Tianjin Open Tchien-ťin, ČLR WTA International $500 000 – tvrdý – 32S/16Q/16D dvouhra • čtyřhra                               | Christina McHaleová Pcheng Šuaj 7–6(10–8), 6–0       | Magda Linetteová Sü I-fan                 | Danka Kovinićová Světlana Kuzněcovová     | Agnieszka Radwańská Mónica Puigová Chan Sin-jün Naomi Ósakaová                                                                                            |
| 10. října | Prudential Hong Kong Tennis Open Hongkong WTA International $250 000 – tvrdý – 32S/32Q/16D dvouhra • čtyřhra                  | Caroline Wozniacká 6–1, 6–7(4–7), 6–2                | Kristina Mladenovicová                    | Darja Gavrilovová Jelena Jankovićová      | Angelique Kerberová Bethanie Mattek-Sands Wang Čchiang Alizé Cornetová                                                                                    |
| 10. října | Prudential Hong Kong Tennis Open Hongkong WTA International $250 000 – tvrdý – 32S/32Q/16D dvouhra • čtyřhra                  | Čan Chao-čching Čan Jung-žan 6–3, 6–1                | Naomi Broadyová Heather Watsonová         | Darja Gavrilovová Jelena Jankovićová      | Angelique Kerberová Bethanie Mattek-Sands Wang Čchiang Alizé Cornetová                                                                                    |
| 10. října | Generali Ladies Linz Linec, Rakousko WTA International $250 000 – tvrdý (h)) – 30S/32Q/16D dvouhra • čtyřhra                  | Dominika Cibulková 6–3, 7–5                          | Viktorija Golubicová                      | Madison Keysová Carla Suárezová Navarrová | Garbiñe Muguruzaová Océane Dodinová Denisa Allertová Anastasija Pavljučenkovová                                                                           |
| 10. října | Generali Ladies Linz Linec, Rakousko WTA International $250 000 – tvrdý (h)) – 30S/32Q/16D dvouhra • čtyřhra                  | Kiki Bertensová Johanna Larssonová 4–6, 6–2, [10–7]  | Anna-Lena Grönefeldová Květa Peschkeová   | Madison Keysová Carla Suárezová Navarrová | Garbiñe Muguruzaová Océane Dodinová Denisa Allertová Anastasija Pavljučenkovová                                                                           |
| 17. října | Kremlin Cup by Bank of Moscow Moskva, Rusko WTA Premier $823 888 – tvrdý (h) – 28S/32Q/16D dvouhra • čtyřhra                  | Světlana Kuzněcovová 6–2, 6–1                        | Darja Gavrilovová                         | Elina Svitolinová Julia Görgesová         | Tímea Babosová Ana Konjuhová Darja Kasatkinová Anastasija Pavljučenkovová                                                                                 |
| 17. října | Kremlin Cup by Bank of Moscow Moskva, Rusko WTA Premier $823 888 – tvrdý (h) – 28S/32Q/16D dvouhra • čtyřhra                  | Andrea Hlaváčková Lucie Hradecká 4–6, 6–0, [10–7]    | Darja Gavrilovová Darja Kasatkinová       | Elina Svitolinová Julia Görgesová         | Tímea Babosová Ana Konjuhová Darja Kasatkinová Anastasija Pavljučenkovová                                                                                 |
| 17. října | BGL BNP Paribas Luxembourg Open Lucemburk, Lucembursko WTA International $250 000 – tvrdý (h) – 32S/32Q/16D dvouhra • čtyřhra | Monica Niculescuová 6–4, 6–0                         | Petra Kvitová                             | Lauren Davisová Kiki Bertensová           | Johanna Larssonová Andrea Petkovicová Denisa Allertová Caroline Wozniacká                                                                                 |
| 17. října | BGL BNP Paribas Luxembourg Open Lucemburk, Lucembursko WTA International $250 000 – tvrdý (h) – 32S/32Q/16D dvouhra • čtyřhra | Kiki Bertensová Johanna Larssonová 4–6, 7–5, [11–9]  | Monica Niculescuová Patricia Maria Țigová | Lauren Davisová Kiki Bertensová           | Johanna Larssonová Andrea Petkovicová Denisa Allertová Caroline Wozniacká                                                                                 |
| 24. října | WTA Finals Singapur Tour Championships $7 000 000 – tvrdý (h) – 8S (ZS) / 8D dvouhra • čtyřhra                                | Dominika Cibulková 6–3, 6–4                          | Angelique Kerberová                       | Agnieszka Radwańská Světlana Kuzněcovová  | Červená skupina Simona Halepová Madison Keysová Bílá skupina Karolína Plíšková Garbiñe Muguruzaová                                                        |
| 24. října | WTA Finals Singapur Tour Championships $7 000 000 – tvrdý (h) – 8S (ZS) / 8D dvouhra • čtyřhra                                | Jekatěrina Makarovová Jelena Vesninová 7–6(7–5), 6–3 | Bethanie Mattek-Sands Lucie Šafářová      | Agnieszka Radwańská Světlana Kuzněcovová  | Červená skupina Simona Halepová Madison Keysová Bílá skupina Karolína Plíšková Garbiñe Muguruzaová                                                        |
| 31. října | WTA Elite Trophy Ču-chaj, ČLR Tour Championships $2 214 500 – tvrdý (h) – 12S (ZS) / 6D (ZS) dvouhra • čtyřhra                | Petra Kvitová 6–4, 6–2                               | Elina Svitolinová                         | Johanna Kontaová Čang Šuaj                | Základní skupina Caroline Garciaová Samantha Stosurová Timea Bacsinszká Tímea Babosová Barbora Strýcová Roberta Vinciová Jelena Vesninová Kiki Bertensová |
| 31. října | WTA Elite Trophy Ču-chaj, ČLR Tour Championships $2 214 500 – tvrdý (h) – 12S (ZS) / 6D (ZS) dvouhra • čtyřhra                | İpek Soyluová Sü I-fan 6–4, 3–6, [10–7]              | Jang Čao-süan Jou Siao-ti                 | Johanna Kontaová Čang Šuaj                | Základní skupina Caroline Garciaová Samantha Stosurová Timea Bacsinszká Tímea Babosová Barbora Strýcová Roberta Vinciová Jelena Vesninová Kiki Bertensová |

### Listopad
| Týden od     | Turnaj                                         | Vítězky   | Finalistky | Semifinalistky | Čtvrtfinalistky |
| ------------ | ---------------------------------------------- | --------- | ---------- | -------------- | --------------- |
| 7. listopadu | Fed Cup, finále Štrasburk, Francie – tvrdý (h) | Česko 3–2 | Francie    |                |                 |

## Statistiky

### Tituly podle tenistek
|   |                                         | Grand Slam | Grand Slam | Grand Slam | Olympijské hry | Olympijské hry | Olympijské hry | Závěrečné | Závěrečné | Mandatory | Mandatory | Premier 5 | Premier 5 | Premier | Premier | International | International | Celkem | Celkem | Celkem |
| T | Tenistka                                | D          | Č          | X          | D              | Č              | X              | D         | Č         | D         | Č         | D         | Č         | D       | Č       | D             | Č             | D      | Č      | X      |
| - | --------------------------------------- | ---------- | ---------- | ---------- | -------------- | -------------- | -------------- | --------- | --------- | --------- | --------- | --------- | --------- | ------- | ------- | ------------- | ------------- | ------ | ------ | ------ |
| 8 | Sania Mirzaová (IND)                    |            | ●          |            |                |                |                |           |           |           |           |           | ●         |         | ●       |               |               | 0      | 8      | 0      |
| 6 | Martina Hingisová (SUI)                 |            | ●          | ●          |                |                |                |           |           |           |           |           | ●         |         | ●       |               |               | 0      | 5      | 1      |
| 6 | Bethanie Mattek-Sandsová (USA)          |            | ●          |            |                |                | ●              |           |           |           | ●         |           | ●         |         |         |               |               | 0      | 5      | 1      |
| 6 | Caroline Garciaová (FRA)                |            | ●          |            |                |                |                |           |           |           | ●         |           |           |         | ●       | ●             |               | 2      | 4      | 0      |
| 5 | Lucie Šafářová (CZE)                    |            | ●          |            |                |                |                |           |           |           | ●         |           | ●         |         |         | ●             |               | 1      | 4      | 0      |
| 4 | Kristina Mladenovicová (FRA)            |            | ●          |            |                |                |                |           |           |           | ●         |           |           |         | ●       |               |               | 0      | 4      | 0      |
| 4 | Jelena Vesninová (RUS)                  |            |            | ●          |                | ●              |                |           | ●         |           |           |           | ●         |         |         |               |               | 0      | 3      | 1      |
| 4 | Dominika Cibulková (SVK)                |            |            |            |                |                |                | ●         |           |           |           |           |           | ●       |         | ●             |               | 4      | 0      | 0      |
| 4 | Monica Niculescuová (ROU)               |            |            |            |                |                |                |           |           |           |           |           |           |         | ●       | ●             | ●             | 1      | 3      | 0      |
| 4 | Andrea Hlaváčková (CZE)                 |            |            |            |                |                |                |           |           |           |           |           |           |         | ●       |               | ●             | 0      | 4      | 0      |
| 4 | Kiki Bertensová (NED)                   |            |            |            |                |                |                |           |           |           |           |           |           |         |         | ●             | ●             | 1      | 3      | 0      |
| 4 | Pcheng Šuaj (CHN)                       |            |            |            |                |                |                |           |           |           |           |           |           |         |         | ●             | ●             | 1      | 3      | 0      |
| 4 | Johanna Larssonová (SWE)                |            |            |            |                |                |                |           |           |           |           |           |           |         |         |               | ●             | 0      | 4      | 0      |
| 3 | Angelique Kerberová (GER)               | ●          |            |            |                |                |                |           |           |           |           |           |           | ●       |         |               |               | 3      | 0      | 0      |
| 3 | Serena Williamsová (USA)                | ●          | ●          |            |                |                |                |           |           |           |           | ●         |           |         |         |               |               | 2      | 1      | 0      |
| 3 | Jekatěrina Makarovová (RUS)             |            |            |            |                | ●              |                |           | ●         |           |           |           | ●         |         |         |               |               | 0      | 3      | 0      |
| 3 | İpek Soyluová (TUR)                     |            |            |            |                |                |                |           | ●         |           |           |           |           |         |         |               | ●             | 0      | 3      | 0      |
| 3 | Viktoria Azarenková (BLR)               |            |            |            |                |                |                |           |           | ●         |           |           |           | ●       |         |               |               | 3      | 0      | 0      |
| 3 | Simona Halepová (ROU)                   |            |            |            |                |                |                |           |           | ●         |           | ●         |           |         |         | ●             |               | 3      | 0      | 0      |
| 3 | Agnieszka Radwańská (POL)               |            |            |            |                |                |                |           |           | ●         |           |           |           | ●       |         | ●             |               | 3      | 0      | 0      |
| 3 | Karolína Plíšková (CZE)                 |            |            |            |                |                |                |           |           |           |           | ●         |           |         | ●       | ●             |               | 2      | 1      | 0      |
| 3 | Barbora Strýcová (CZE)                  |            |            |            |                |                |                |           |           |           |           |           | ●         |         | ●       |               |               | 0      | 3      | 0      |
| 3 | Čan Chao-čching (TPE)                   |            |            |            |                |                |                |           |           |           |           |           | ●         |         |         |               | ●             | 0      | 3      | 0      |
| 3 | Čan Jung-žan (TPE)                      |            |            |            |                |                |                |           |           |           |           |           | ●         |         |         |               | ●             | 0      | 3      | 0      |
| 3 | Sloane Stephensová (USA)                |            |            |            |                |                |                |           |           |           |           |           |           | ●       |         | ●             |               | 3      | 0      | 0      |
| 3 | Lara Arruabarrenová (ESP)               |            |            |            |                |                |                |           |           |           |           |           |           |         |         | ●             | ●             | 1      | 2      | 0      |
| 3 | Christina McHaleová (USA)               |            |            |            |                |                |                |           |           |           |           |           |           |         |         | ●             | ●             | 1      | 2      | 0      |
| 3 | Anabel Medina Garriguesová (ESP)        |            |            |            |                |                |                |           |           |           |           |           |           |         |         |               | ●             | 0      | 3      | 0      |
| 3 | Arantxa Parra Santonjová (ESP)          |            |            |            |                |                |                |           |           |           |           |           |           |         |         |               | ●             | 0      | 3      | 0      |
| 2 | Venus Williamsová (USA)                 |            | ●          |            |                |                |                |           |           |           |           |           |           |         |         | ●             |               | 1      | 1      | 0      |
| 2 | Laura Siegemundová (GER)                |            |            | ●          |                |                |                |           |           |           |           |           |           |         |         | ●             |               | 1      | 0      | 1      |
| 2 | Heather Watsonová (GBR)                 |            |            | ●          |                |                |                |           |           |           |           |           |           |         |         | ●             |               | 1      | 0      | 1      |
| 2 | Petra Kvitová (CZE)                     |            |            |            |                |                |                | ●         |           |           |           | ●         |           |         |         |               |               | 2      | 0      | 0      |
| 2 | Coco Vandewegheová (USA)                |            |            |            |                |                |                |           |           |           | ●         |           |           |         |         | ●             |               | 1      | 1      | 0      |
| 2 | Světlana Kuzněcovová (RUS)              |            |            |            |                |                |                |           |           |           |           |           |           | ●       |         |               |               | 2      | 0      | 0      |
| 2 | Caroline Wozniacká (DEN)                |            |            |            |                |                |                |           |           |           |           |           |           | ●       |         | ●             |               | 2      | 0      | 0      |
| 2 | Darija Jurak (CRO)                      |            |            |            |                |                |                |           |           |           |           |           |           |         | ●       |               |               | 0      | 2      | 0      |
| 2 | Lucie Hradecká (CZE)                    |            |            |            |                |                |                |           |           |           |           |           |           |         | ●       |               | ●             | 0      | 2      | 0      |
| 2 | Yanina Wickmayerová (BEL)               |            |            |            |                |                |                |           |           |           |           |           |           |         |         | ●             | ●             | 1      | 1      | 0      |
| 2 | Xenia Knollová (SUI)                    |            |            |            |                |                |                |           |           |           |           |           |           |         |         |               | ●             | 0      | 2      | 0      |
| 2 | Andreea Mituová (ROU)                   |            |            |            |                |                |                |           |           |           |           |           |           |         |         |               | ●             | 0      | 2      | 0      |
| 2 | Varatčaja Vongteančajová (THA)          |            |            |            |                |                |                |           |           |           |           |           |           |         |         |               | ●             | 0      | 2      | 0      |
| 1 | Garbiñe Muguruzaová (ESP)               | ●          |            |            |                |                |                |           |           |           |           |           |           |         |         |               |               | 1      | 0      | 0      |
| 1 | Mónica Puigová (PUR)                    |            |            |            | ●              |                |                |           |           |           |           |           |           |         |         |               |               | 1      | 0      | 0      |
| 1 | Sü I-fan (CHN)                          |            |            |            |                |                |                |           | ●         |           |           |           |           |         |         |               |               | 0      | 1      | 0      |
| 1 | Carla Suárez Navarrová (ESP)            |            |            |            |                |                |                |           |           |           |           | ●         |           |         |         |               |               | 1      | 0      | 0      |
| 1 | Sara Erraniová (ITA)                    |            |            |            |                |                |                |           |           |           |           |           |           | ●       |         |               |               | 1      | 0      | 0      |
| 1 | Madison Keysová (USA)                   |            |            |            |                |                |                |           |           |           |           |           |           | ●       |         |               |               | 1      | 0      | 0      |
| 1 | Johanna Kontaová (GBR)                  |            |            |            |                |                |                |           |           |           |           |           |           | ●       |         |               |               | 1      | 0      | 0      |
| 1 | Roberta Vinciová (ITA)                  |            |            |            |                |                |                |           |           |           |           |           |           | ●       |         |               |               | 1      | 0      | 0      |
| 1 | Raquel Atawová (USA)                    |            |            |            |                |                |                |           |           |           |           |           |           |         | ●       |               |               | 0      | 1      | 0      |
| 1 | Čuang Ťia-žung (TPE)                    |            |            |            |                |                |                |           |           |           |           |           |           |         | ●       |               |               | 0      | 1      | 0      |
| 1 | Anastasia Rodionovová (AUS)             |            |            |            |                |                |                |           |           |           |           |           |           |         | ●       |               |               | 0      | 1      | 0      |
| 1 | Abigail Spearsová (USA)                 |            |            |            |                |                |                |           |           |           |           |           |           |         | ●       |               |               | 0      | 1      | 0      |
| 1 | Timea Bacsinszká (SUI)                  |            |            |            |                |                |                |           |           |           |           |           |           |         |         | ●             |               | 1      | 0      | 0      |
| 1 | Irina-Camelia Beguová (ROU)             |            |            |            |                |                |                |           |           |           |           |           |           |         |         | ●             |               | 1      | 0      | 0      |
| 1 | Çağla Büyükakçay (TUR)                  |            |            |            |                |                |                |           |           |           |           |           |           |         |         | ●             |               | 1      | 0      | 0      |
| 1 | Alizé Cornetová (FRA)                   |            |            |            |                |                |                |           |           |           |           |           |           |         |         | ●             |               | 1      | 0      | 0      |
| 1 | Océane Dodinová (FRA)                   |            |            |            |                |                |                |           |           |           |           |           |           |         |         | ●             |               | 1      | 0      | 0      |
| 1 | Tuan Jing-jing (CHN)                    |            |            |            |                |                |                |           |           |           |           |           |           |         |         | ●             |               | 1      | 0      | 0      |
| 1 | Irina Falconiová (USA)                  |            |            |            |                |                |                |           |           |           |           |           |           |         |         | ●             |               | 1      | 0      | 0      |
| 1 | Viktorija Golubicová (SUI)              |            |            |            |                |                |                |           |           |           |           |           |           |         |         | ●             |               | 1      | 0      | 0      |
| 1 | Kristýna Plíšková (CZE)                 |            |            |            |                |                |                |           |           |           |           |           |           |         |         | ●             |               | 1      | 0      | 0      |
| 1 | Francesca Schiavoneová (ITA)            |            |            |            |                |                |                |           |           |           |           |           |           |         |         | ●             |               | 1      | 0      | 0      |
| 1 | Elina Svitolinová (UKR)                 |            |            |            |                |                |                |           |           |           |           |           |           |         |         | ●             |               | 1      | 0      | 0      |
| 1 | Lesja Curenková (UKR)                   |            |            |            |                |                |                |           |           |           |           |           |           |         |         | ●             |               | 1      | 0      | 0      |
| 1 | Šúko Aojamová (JPN)                     |            |            |            |                |                |                |           |           |           |           |           |           |         |         |               | ●             | 0      | 1      | 0      |
| 1 | Verónica Cepedeová Roygová (PAR)        |            |            |            |                |                |                |           |           |           |           |           |           |         |         |               | ●             | 0      | 1      | 0      |
| 1 | Gabriela Dabrowská (CAN)                |            |            |            |                |                |                |           |           |           |           |           |           |         |         |               | ●             | 0      | 1      | 0      |
| 1 | Kirsten Flipkensová (BEL)               |            |            |            |                |                |                |           |           |           |           |           |           |         |         |               | ●             | 0      | 1      | 0      |
| 1 | Margarita Gasparjanová (RUS)            |            |            |            |                |                |                |           |           |           |           |           |           |         |         |               | ●             | 0      | 1      | 0      |
| 1 | Chan Sin-jün (CHN)                      |            |            |            |                |                |                |           |           |           |           |           |           |         |         |               | ●             | 0      | 1      | 0      |
| 1 | Eri Hozumiová (JPN)                     |            |            |            |                |                |                |           |           |           |           |           |           |         |         |               | ●             | 0      | 1      | 0      |
| 1 | María Irigoyenová (ARG)                 |            |            |            |                |                |                |           |           |           |           |           |           |         |         |               | ●             | 0      | 1      | 0      |
| 1 | Miju Katová (JPN)                       |            |            |            |                |                |                |           |           |           |           |           |           |         |         |               | ●             | 0      | 1      | 0      |
| 1 | Oxana Kalašnikovová (GEO)               |            |            |            |                |                |                |           |           |           |           |           |           |         |         |               | ●             | 0      | 1      | 0      |
| 1 | Ljudmyla Kičenoková (UKR)               |            |            |            |                |                |                |           |           |           |           |           |           |         |         |               | ●             | 0      | 1      | 0      |
| 1 | Nadija Kičenoková (UKR)                 |            |            |            |                |                |                |           |           |           |           |           |           |         |         |               | ●             | 0      | 1      | 0      |
| 1 | Vania Kingová (USA)                     |            |            |            |                |                |                |           |           |           |           |           |           |         |         |               | ●             | 0      | 1      | 0      |
| 1 | Aleksandra Krunićová (SRB)              |            |            |            |                |                |                |           |           |           |           |           |           |         |         |               | ●             | 0      | 1      | 0      |
| 1 | Liang Čchen (CHN)                       |            |            |            |                |                |                |           |           |           |           |           |           |         |         |               | ●             | 0      | 1      | 0      |
| 1 | Lu Ťing-ťing (CHN)                      |            |            |            |                |                |                |           |           |           |           |           |           |         |         |               | ●             | 0      | 1      | 0      |
| 1 | Tatjana Mariová (GER)                   |            |            |            |                |                |                |           |           |           |           |           |           |         |         |               | ●             | 0      | 1      | 0      |
| 1 | María José Martínezová Sánchezová (ESP) |            |            |            |                |                |                |           |           |           |           |           |           |         |         |               | ●             | 0      | 1      | 0      |
| 1 | Elise Mertensová (BEL)                  |            |            |            |                |                |                |           |           |           |           |           |           |         |         |               | ●             | 0      | 1      | 0      |
| 1 | An-Sophie Mestachová (BEL)              |            |            |            |                |                |                |           |           |           |           |           |           |         |         |               | ●             | 0      | 1      | 0      |
| 1 | Jessica Mooreová (AUS)                  |            |            |            |                |                |                |           |           |           |           |           |           |         |         |               | ●             | 0      | 1      | 0      |
| 1 | Asia Muhammadová (USA)                  |            |            |            |                |                |                |           |           |           |           |           |           |         |         |               | ●             | 0      | 1      | 0      |
| 1 | Makoto Ninomijová (JPN)                 |            |            |            |                |                |                |           |           |           |           |           |           |         |         |               | ●             | 0      | 1      | 0      |
| 1 | Ioana Raluca Olaruová (ROU)             |            |            |            |                |                |                |           |           |           |           |           |           |         |         |               | ●             | 0      | 1      | 0      |
| 1 | Alicja Rosolská (POL)                   |            |            |            |                |                |                |           |           |           |           |           |           |         |         |               | ●             | 0      | 1      | 0      |
| 1 | Jaroslava Švedovová (KAZ)               |            |            |            |                |                |                |           |           |           |           |           |           |         |         |               | ●             | 0      | 1      | 0      |
| 1 | Jang Čao-süan (CHN)                     |            |            |            |                |                |                |           |           |           |           |           |           |         |         |               | ●             | 0      | 1      | 0      |

### Tituly podle státu
|    |                        | Grand Slam | Grand Slam | Grand Slam | Olympijské hry | Olympijské hry | Olympijské hry | Závěrečné | Závěrečné | Mandatory | Mandatory | Premier 5 | Premier 5 | Premier | Premier | International | International | Celkem | Celkem | Celkem |
| T  | Stát                   | D          | Č          | X          | D              | Č              | X              | D         | Č         | D         | Č         | D         | Č         | D       | Č       | D             | Č             | D      | Č      | X      |
| -- | ---------------------- | ---------- | ---------- | ---------- | -------------- | -------------- | -------------- | --------- | --------- | --------- | --------- | --------- | --------- | ------- | ------- | ------------- | ------------- | ------ | ------ | ------ |
| 22 | Spojené státy americké | 1          | 2          |            |                |                | 1              |           |           |           | 3         | 1         | 1         | 2       | 1       | 6             | 4             | 10     | 11     | 1      |
| 17 | Česko                  |            | 1          |            |                |                |                | 1         |           |           | 2         | 2         | 2         |         | 3       | 3             | 3             | 6      | 11     | 0      |
| 11 | Rumunsko               |            |            |            |                |                |                |           |           | 1         |           | 1         |           |         | 1       | 3             | 5             | 5      | 6      | 0      |
| 10 | Švýcarsko              |            | 1          | 1          |                |                |                |           |           |           |           |           | 1         |         | 3       | 2             | 2             | 2      | 7      | 1      |
| 10 | Čína                   |            |            |            |                |                |                |           | 1         |           |           |           |           |         |         | 2             | 7             | 2      | 8      | 0      |
| 9  | Španělsko              | 1          |            |            |                |                |                |           |           |           |           | 1         |           |         |         | 1             | 6             | 3      | 6      | 0      |
| 8  | Francie                |            | 1          |            |                |                |                |           |           |           | 1         |           |           |         | 2       | 4             |               | 4      | 4      | 0      |
| 8  | Indie                  |            | 1          |            |                |                |                |           |           |           |           |           | 2         |         | 5       |               |               | 0      | 8      | 0      |
| 7  | Rusko                  |            |            | 1          |                | 1              |                |           | 1         |           |           |           | 1         | 2       |         |               | 1             | 2      | 4      | 1      |
| 6  | Německo                | 2          |            | 1          |                |                |                |           |           |           |           |           |           | 1       |         | 1             | 1             | 4      | 1      | 1      |
| 4  | Slovensko              |            |            |            |                |                |                | 1         |           |           |           |           |           | 1       |         | 2             |               | 4      | 0      | 0      |
| 4  | Turecko                |            |            |            |                |                |                |           | 1         |           |           |           |           |         |         | 1             | 2             | 1      | 3      | 0      |
| 4  | Polsko                 |            |            |            |                |                |                |           |           | 1         |           |           |           | 1       |         | 1             | 1             | 3      | 1      | 0      |
| 4  | Čínská Tchaj-pej       |            |            |            |                |                |                |           |           |           |           |           | 1         |         | 1       |               | 2             | 0      | 4      | 0      |
| 4  | Belgie                 |            |            |            |                |                |                |           |           |           |           |           |           |         |         | 1             | 3             | 1      | 3      | 0      |
| 4  | Nizozemsko             |            |            |            |                |                |                |           |           |           |           |           |           |         |         | 1             | 3             | 1      | 3      | 0      |
| 4  | Švédsko                |            |            |            |                |                |                |           |           |           |           |           |           |         |         |               | 4             | 0      | 4      | 0      |
| 3  | Spojené království     |            |            | 1          |                |                |                |           |           |           |           |           |           | 1       |         | 1             |               | 2      | 0      | 1      |
| 3  | Bělorusko              |            |            |            |                |                |                |           |           | 2         |           |           |           | 1       |         |               |               | 3      | 0      | 0      |
| 3  | Itálie                 |            |            |            |                |                |                |           |           |           |           |           |           | 2       |         | 1             |               | 3      | 0      | 0      |
| 3  | Ukrajina               |            |            |            |                |                |                |           |           |           |           |           |           |         |         | 2             | 1             | 2      | 1      | 0      |
| 2  | Dánsko                 |            |            |            |                |                |                |           |           |           |           |           |           | 1       |         | 1             |               | 2      | 0      | 0      |
| 2  | Chorvatsko             |            |            |            |                |                |                |           |           |           |           |           |           |         | 2       |               |               | 0      | 2      | 0      |
| 2  | Austrálie              |            |            |            |                |                |                |           |           |           |           |           |           |         | 1       |               | 1             | 0      | 2      | 0      |
| 2  | Japonsko               |            |            |            |                |                |                |           |           |           |           |           |           |         |         |               | 2             | 0      | 2      | 0      |
| 2  | Thajsko                |            |            |            |                |                |                |           |           |           |           |           |           |         |         |               | 2             | 0      | 2      | 0      |
| 1  | Portoriko              |            |            |            | 1              |                |                |           |           |           |           |           |           |         |         |               |               | 1      | 0      | 0      |
| 1  | Argentina              |            |            |            |                |                |                |           |           |           |           |           |           |         |         |               | 1             | 0      | 1      | 0      |
| 1  | Kanada                 |            |            |            |                |                |                |           |           |           |           |           |           |         |         |               | 1             | 0      | 1      | 0      |
| 1  | Gruzie                 |            |            |            |                |                |                |           |           |           |           |           |           |         |         |               | 1             | 0      | 1      | 0      |
| 1  | Kazachstán             |            |            |            |                |                |                |           |           |           |           |           |           |         |         |               | 1             | 0      | 1      | 0      |
| 1  | Paraguay               |            |            |            |                |                |                |           |           |           |           |           |           |         |         |               | 1             | 0      | 1      | 0      |
| 1  | Srbsko                 |            |            |            |                |                |                |           |           |           |           |           |           |         |         |               | 1             | 0      | 1      | 0      |

### Premiérové tituly

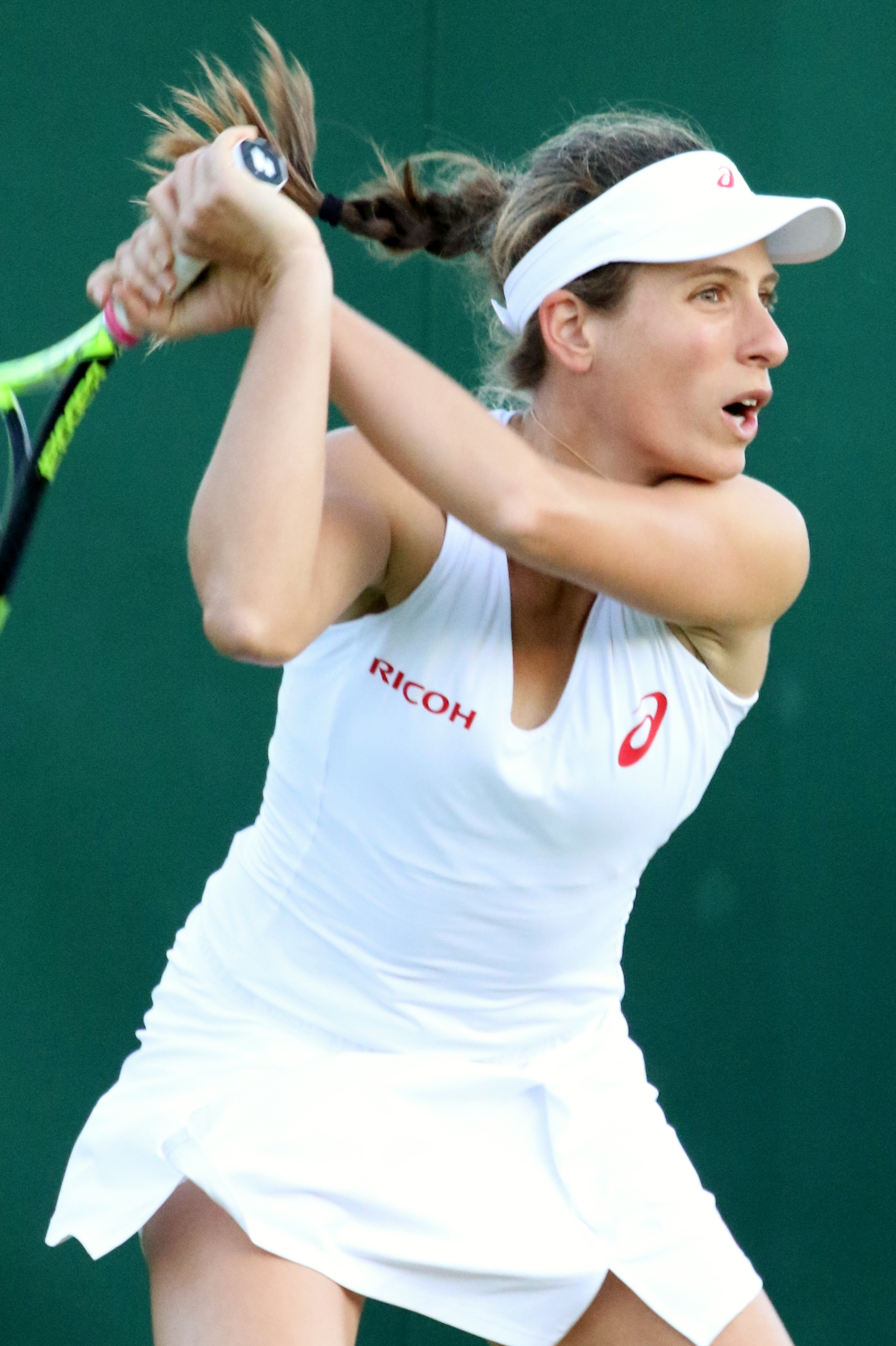
Johanna Kontaová získala první titul ve Stanfordu a pronikla do elitní světové desítky

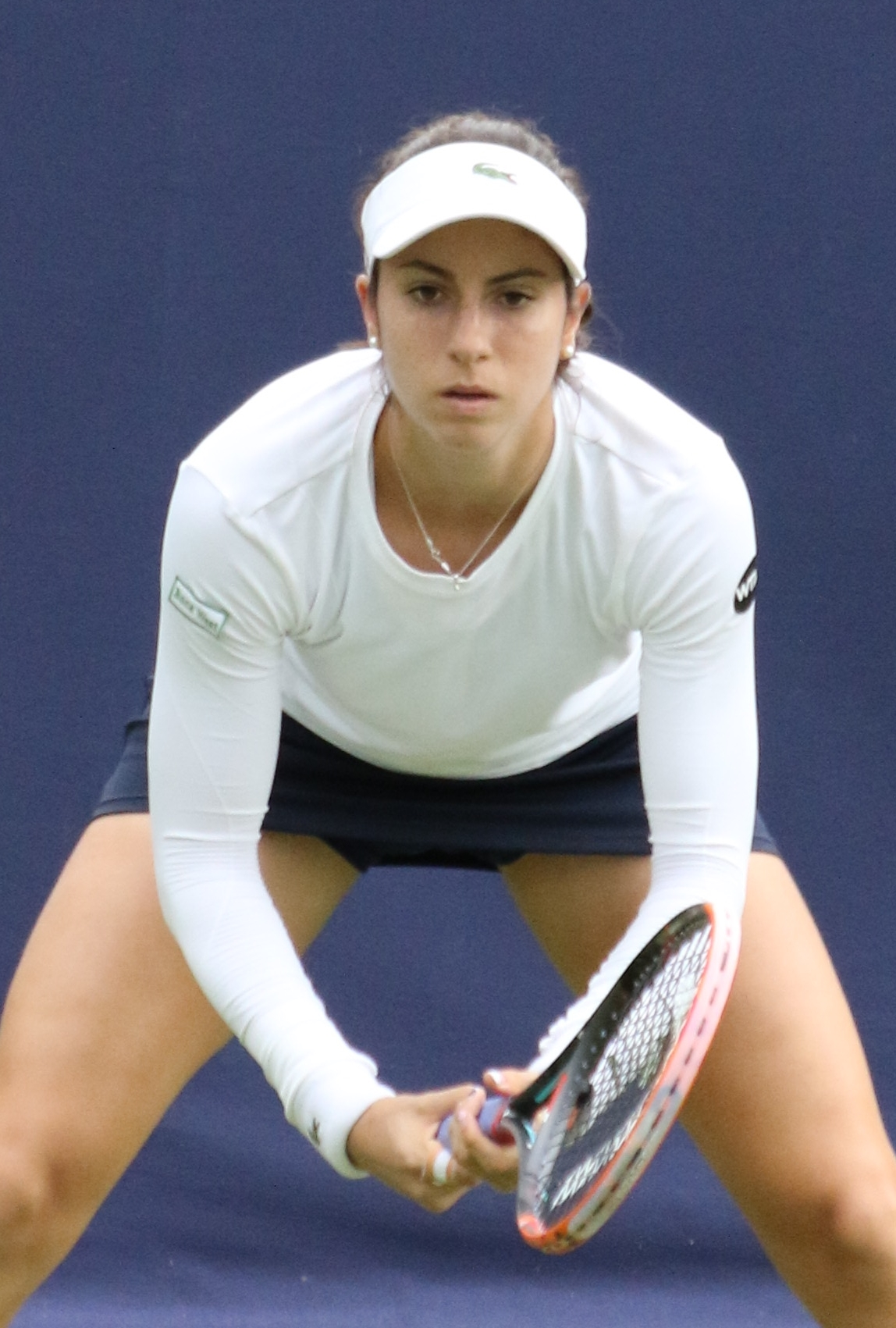
Christina McHaleová vyhrála premiérový titul v hobartském deblu

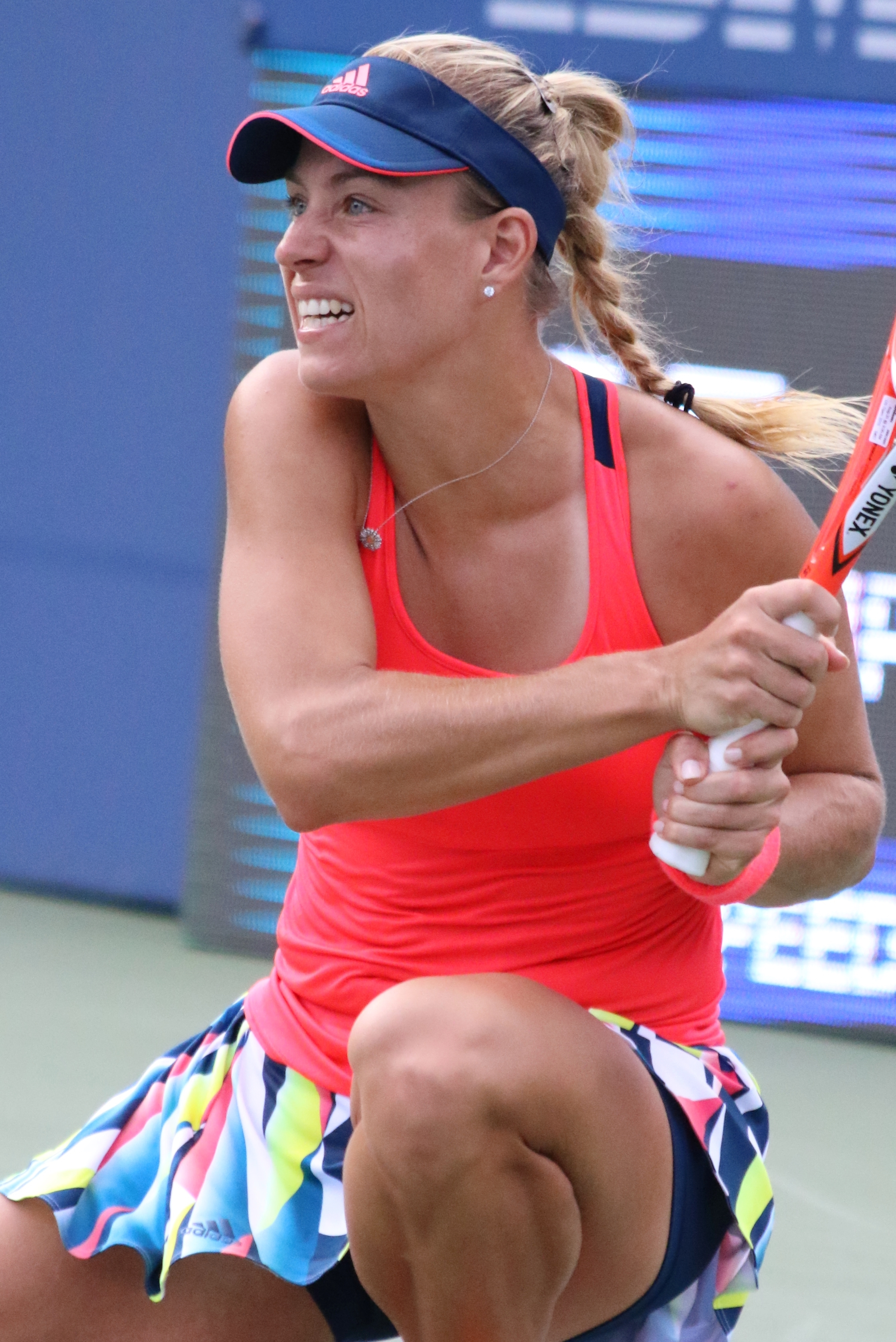
Angelique Kerberová na vítězném US Open

Hráčky, které získaly první titul ve dvouhře, ve čtyřhře nebo ve smíšené čtyřhře:

#### Dvouhra
- Irina Falconiová – Bogotá (pavouk)
- Çağla Büyükakçay – Istanbul (pavouk)
- Viktorija Golubicová – Gstaad (pavouk)
- Laura Siegemundová – Båstad (pavouk)
- Johanna Kontaová – Stanford (pavouk)
- Tuan Jing-jing – Nan-čchang (pavouk)
- Christina McHaleová – Tokio (pavouk)
- Océane Dodinová – Québec (pavouk)
- Kristýna Plíšková – Taškent (pavouk)
- Pcheng Šuaj – Tchien-ťin (pavouk)

#### Čtyřhra
- Elise Mertensová – Auckland (pavouk)
- Chan Sin-jün – Hobart (pavouk)
- Christina McHaleová – Hobart (pavouk)
- Verónica Cepedeová Roygová – Rio de Janeiro (pavouk)
- Varatčaja Vongteančajová – Kuala Lumpur (pavouk)
- Jang Čao-süan – Kuala Lumpur (pavouk)
- Coco Vandewegheová – Indian Wells (pavouk)
- Eri Hozumiová – Katovice (pavouk)
- Miju Katová – Katovice (pavouk)
- Andreea Mituová – Istanbul (pavouk)
- İpek Soyluová – Istanbul (pavouk)
- Xenia Knollová – Marrákéš (pavouk)
- Jessica Mooreová – Bukurešť (pavouk)
- Lu Ťing-ťing – Nan-čchang (pavouk)
- Makoto Ninomijová – Tokio (pavouk)
- Kirsten Flipkensová – Soul (pavouk)

#### Mix
- Jelena Vesninová – Melbourne (pavouk)
- Heather Watsonová – Londýn (pavouk)
- Laura Siegemundová – New York (pavouk)

### Obhájené tituly
Hráčky, které obhájily titul:

#### Dvouhra
- Angelique Kerberová – Stuttgart (pavouk)
- Serena Williamsová – Londýn (pavouk)
- Světlana Kuzněcovová – Moskva (pavouk)

#### Čtyřhra
- Martina Hingisová – Brisbane (pavouk)
- Sania Mirzaová – Sydney (pavouk)

## Žebříček
Žebříček WTA Championships Race určil hráčky  které se kvalifikovaly na Turnaj mistryň. Žebříček WTA a jeho konečné pořadí na konci sezóny byl sestaven na základě bodového hodnocení tenistek za posledních 52 týdnů.

### Dvouhra
Tabulky uvádí 20 nejvýše postavených hráček na singlových žebříčcích WTA Championships Race a konečné klasifikaci WTA v sezóně 2016. Šedý podklad vlevo uvádí hráčky  které aktivně zasáhly do Turnaje mistryň.
| Žebříček WTA Race | Žebříček WTA Race                          | Žebříček WTA Race | Žebříček WTA Race | Žebříček WTA Race |
| Poř.              | tenistka (✓ – kvalifikována x – odhlášena) | body              | turnajů           |                   |
| ----------------- | ------------------------------------------ | ----------------- | ----------------- | ----------------- |
| 1.                | Angelique Kerberová (GER) ✓                | 8 000             | 20                |                   |
| 2.                | Serena Williamsová (USA) ✓ x               | 7 050             | 7                 |                   |
| 3.                | Agnieszka Radwańská (POL) ✓                | 4 975             | 19                |                   |
| 4.                | Simona Halepová (ROU) ✓                    | 4 728             | 17                |                   |
| 5.                | Karolína Plíšková (CZE) ✓                  | 4 100             | 21                |                   |
| 6.                | Garbiñe Muguruzaová (ESP) ✓                | 3 736             | 19                |                   |
| 7.                | Madison Keysová (USA) ✓                    | 3 637             | 15                |                   |
| 8.                | Dominika Cibulková (SVK) ✓                 | 3 625             | 21                |                   |
| 9.                | Světlana Kuzněcovová (RUS) ✓               | 3 490             | 20                |                   |
| 10.               | Johanna Kontaová (GBR)                     | 3 455             | 22                |                   |
| 11.               | Carla Suárezová Navarrová (ESP)            | 3 170             | 22                |                   |
| 12.               | Petra Kvitová (CZE)                        | 2 840             | 20                |                   |
| 13.               | Elina Svitolinová (UKR)                    | 2 456             | 22                |                   |
| 14.               | Venus Williamsová (USA)                    | 2 241             | 17                |                   |
| 15.               | Caroline Wozniacká (DEN)                   | 2 240             | 22                |                   |
| 16.               | Roberta Vinciová (ITA)                     | 2 190             | 22                |                   |
| 17.               | Timea Bacsinszká (SUI)                     | 2 188             | 18                |                   |
| 18.               | Jelena Vesninová (RUS)                     | 2 094             | 19                |                   |
| 19.               | Samantha Stosurová (AUS)                   | 2 090             | 20                |                   |
| 20.               | Barbora Strýcová (CZE)                     | 2 070             | 21                |                   |

| Konečný žebříček WTA | Konečný žebříček WTA            | Konečný žebříček WTA | Konečný žebříček WTA | Konečný žebříček WTA | Konečný žebříček WTA | Konečný žebříček WTA | Konečný žebříček WTA |
| Poř.                 | hráčka                          | bodů                 | turnajů              | '15                  | max                  | min                  | '15→'16              |
| -------------------- | ------------------------------- | -------------------- | -------------------- | -------------------- | -------------------- | -------------------- | -------------------- |
| 1.                   | Angelique Kerberová (GER)       | 9 080                | 21                   | 10.                  | 1.                   | 10.                  | ▲ 9                  |
| 2.                   | Serena Williamsová (USA)        | 7 050                | 14                   | 1.                   | 1.                   | 2.                   | ▼ 1                  |
| 3.                   | Agnieszka Radwańská (POL)       | 5 600                | 20                   | 5.                   | 2.                   | 5.                   | ▲ 2                  |
| 4.                   | Simona Halepová (ROU)           | 5 228                | 18                   | 2.                   | 2.                   | 5.                   | ▼ 2                  |
| 5.                   | Dominika Cibulková (SVK)        | 4 875                | 23                   | 38.                  | 5                    | 66.                  | ▲ 33                 |
| 6.                   | Karolína Plíšková (CZE)         | 4 600                | 22                   | 11.                  | 5.                   | 19.                  | ▲ 5                  |
| 7.                   | Garbiñe Muguruzaová (ESP)       | 4 236                | 20                   | 3.                   | 2.                   | 7.                   | ▼ 4                  |
| 8.                   | Madison Keysová (USA)           | 4 137                | 16                   | 18.                  | 7                    | 25.                  | ▲ 10                 |
| 9.                   | Světlana Kuzněcovová (RUS)      | 4 115                | 21                   | 25.                  | 8.                   | 25.                  | ▲ 16                 |
| 10.                  | Johanna Kontaová (GBR)          | 3 640                | 23                   | 47.                  | 9.                   | 47.                  | ▲ 37                 |
| 11.                  | Petra Kvitová (CZE)             | 3 485                | 22                   | 6.                   | 6.                   | 16.                  | ▼ 5                  |
| 12.                  | Carla Suárezová Navarrová (ESP) | 3 070                | 23                   | 13.                  | 6.                   | 14.                  | ▲ 1                  |
| 13.                  | Viktoria Azarenková (BLR)       | 3 061                | 12                   | 22.                  | 5.                   | 22.                  | ▲ 9                  |
| 14.                  | Elina Svitolinová (UKR)         | 2 895                | 23                   | 19.                  | 14.                  | 21.                  | ▲ 5                  |
| 15.                  | Timea Bacsinszká (SUI)          | 2 347                | 19                   | 12.                  | 9.                   | 21.                  | ▼ 3                  |
| 16.                  | Jelena Vesninová (RUS)          | 2 252                | 20                   | 111.                 | 16.                  | 122.                 | ▲ 95                 |
| 17.                  | Venus Williamsová (USA)         | 2 240                | 17                   | 7.                   | 6.                   | 17.                  | ▼ 10                 |
| 18.                  | Roberta Vinciová (ITA)          | 2 210                | 23                   | 15.                  | 7.                   | 18.                  | ▼ 3                  |
| 19.                  | Caroline Wozniacká (DEN)        | 2 185                | 22                   | 17.                  | 17.                  | 74.                  | ▼ 2                  |
| 20.                  | Barbora Strýcová (CZE)          | 2 170                | 22                   | 41.                  | 19.                  | 48.                  | ▲ 21                 |

#### Nová žebříčková maxima
Hráčky, které premiérově pronikly do první světové desítky žebříčku WTA:
- Belinda Bencicová (na 9. místo 15. února)
- Roberta Vinciová (na 10. místo 22. února)
- Madison Keysová (na 10. místo 20. června)
- Johanna Kontaová (na 9. místo 10. října)[4]

#### Světové jedničky
| Světová jednička          | Datum nástupu       | Datum odchodu     |
| ------------------------- | ------------------- | ----------------- |
| Serena Williamsová (USA)  | začátek sezóny 2016 | 11. září 2016     |
| Angelique Kerberová (GER) | 12. září 2016       | konec sezóny 2016 |

### Čtyřhra
Tabulky uvádí 10 nejvýše postavených párů na závěrečném žebříčku WTA Championships Race, určující postup na Turnaj mistryň a 10 nejvýše postavených hráček na konečném žebříčku WTA ve čtyřhře sezóny 2016. Šedý podklad uvádí páry, které aktivně zasáhly do Turnaje mistryň.
| Žebříček párů WTA Race | Žebříček párů WTA Race                                  | Žebříček párů WTA Race | Žebříček párů WTA Race | Žebříček párů WTA Race |
| Poř.                   | pár (✓ – kvalifikován x – odhlášen)                     | body                   | turnajů                |                        |
| ---------------------- | ------------------------------------------------------- | ---------------------- | ---------------------- | ---------------------- |
| 1.                     | Caroline Garciaová (FRA) ✓ Kristina Mladenovicová (FRA) | 7 360                  | 16                     |                        |
| 2.                     | Martina Hingisová (SUI) ✓ Sania Mirzaová (IND)          | 6 315                  | 14                     |                        |
| 3.                     | Bethanie Mattek-Sandsová (USA) ✓ Lucie Šafářová (CZE)   | 5 226                  | 8                      |                        |
| 4.                     | Jelena Vesninová (RUS) ✓ Jekatěrina Makarovová (RUS)    | 4 495                  | 9                      |                        |
| 5.                     | Andrea Hlaváčková (CZE) ✓ Lucie Hradecká (CZE)          | 4 140                  | 17                     |                        |
| 6.                     | Čan Chao-čching (TPE) ✓ Čan Jung-žan (TPE)              | 4 115                  | 20                     |                        |
| 7.                     | Jaroslava Švedovová (KAZ) ✓ Tímea Babosová (HUN)        | 3 975                  | 12                     |                        |
| 8.                     | Julia Görgesová (GER) ✓ Karolína Plíšková (CZE)         | 3 485                  | 11                     |                        |
| 9.                     | Raquel Atawová (USA) Abigail Spearsová (USA)            | 2 700                  | 21                     |                        |
| 10.                    | Sü I-fan (CHN) Čeng Saj-saj (CHN)                       | 2 670                  | 20                     |                        |

| 1.  | Sania Mirzaová (IND)           | 7 815 | 1.  | ▬   |
| 2.  | Caroline Garciaová (FRA)       | 7 360 | 4.  | ▲ 2 |
| 2.  | Kristina Mladenovicová (FRA)   | 7 360 | 3.  | ▲ 1 |
| 4.  | Martina Hingisová (SUI)        | 7 300 | 2.  | ▼ 2 |
| 5.  | Bethanie Mattek-Sandsová (USA) | 6 735 | 5.  | ▬   |
| 6.  | Lucie Šafářová (CZE)           | 5 422 | 6.  | ▬   |
| 7.  | Jelena Vesninová (RUS)         | 5 315 | 7.  | ▬   |
| 8.  | Jekatěrina Makarovová (RUS)    | 4 721 | 8.  | ▬   |
| 9.  | Andrea Hlaváčková (CZE)        | 4 300 | 11. | ▲ 2 |
| 10. | Lucie Hradecká (CZE)           | 4 140 | 14. | ▲ 4 |
| 11. | Čan Chao-čching (TPE)          | 4 115 | 9.  | ▼ 2 |
| 11. | Čan Jung-žan (TPE)             | 4 115 | 9.  | ▼ 2 |
| 13. | Jaroslava Švedovová (KAZ)      | 4 075 | 13. | ▬   |
| 14. | Karolína Plíšková (CZE)        | 4 040 | 15. | ▲ 1 |
| 15  | Tímea Babosová (HUN)           | 3 980 | 12. | ▼ 3 |
| 16. | Barbora Strýcová (CZE)         | 3 965 | 16. | ▬   |
| 17. | Julia Görgesová (GER)          | 3 840 | 17. | ▬   |
| 18. | Coco Vandewegheová (USA)       | 3 226 | 19. | ▲ 1 |
| 19. | Monica Niculescuová (ROU)      | 3 225 | 18. | ▼ 1 |
| 20. | Sü I-fan (CHN)                 | 2 760 | 22. | ▲ 2 |

#### Nová žebříčková maxima
Hráčky, které premiérově pronikly do první světové desítky žebříčku WTA:
- Caroline Garciaová (na 9. místo 9. května)

#### Světové jedničky
| Světová jednička                             | Datum nástupu       | Datum odchodu     |
| -------------------------------------------- | ------------------- | ----------------- |
| Sania Mirzaová (IND)                         | začátek sezóny 2016 | 17. ledna 2016    |
| Martina Hingisová (SUI) Sania Mirzaová (IND) | 18. ledna 2016      | 21. srpna 2016    |
| Sania Mirzaová (IND)                         | 22. srpna 2016      | konec sezóny 2016 |

## Výdělek hráček
| Nejvyšší výdělky tenistek v sezóně                            | Nejvyšší výdělky tenistek v sezóně | Nejvyšší výdělky tenistek v sezóně | Nejvyšší výdělky tenistek v sezóně | Nejvyšší výdělky tenistek v sezóně | Nejvyšší výdělky tenistek v sezóně |
| Poř.                                                          | hráčka                             | ve dvouhře                         | ve čtyřhře                         | v mixu                             | celkem                             |
| ------------------------------------------------------------- | ---------------------------------- | ---------------------------------- | ---------------------------------- | ---------------------------------- | ---------------------------------- |
| 1.                                                            | Angelique Kerberová (GER)          | $9 841 181                         | $20 434                            | $0                                 | $10 136 615                        |
| 2.                                                            | Serena Williamsová (USA)           | $7 384 429                         | $290 601                           | $0                                 | $7 675 030                         |
| 3.                                                            | Simona Halepová (ROU)              | $3 590 480                         | $40 428                            | $2 345                             | $4 333 253                         |
| 4.                                                            | Agnieszka Radwańská (POL)          | $3 762 193                         | $0                                 | $0                                 | $4 162 193                         |
| 5.                                                            | Karolína Plíšková (CZE)            | $3 375 673                         | $375 420                           | $0                                 | $3 976 093                         |
| 6.                                                            | Dominika Cibulková (SVK)           | $3 912 431                         | $28 002                            | $0                                 | $3 940 433                         |
| 7.                                                            | Garbiñe Muguruzaová (ESP)          | $3 287 124                         | $16 264                            | $0                                 | $3 903 388                         |
| 8.                                                            | Viktoria Azarenková (BLR)          | $2 651 080                         | $0                                 | $0                                 | $2 651 080                         |
| 9.                                                            | Petra Kvitová (CZE)                | $2 182 099                         | $18 417                            | $0                                 | $2 500 516                         |
| 10.                                                           | Světlana Kuzněcovová (RUS)         | $2 260 009                         | $136 470                           | $0                                 | $2 396 479                         |
| částky v amerických dolarech; aktualizováno 7. listopadu 2016 |                                    |                                    |                                    |                                    |                                    |

## Herní parametry
Statistiky hráček ve sledovaných herních parametrech k závěru sezóny 7. listopadu 2016.
| Esa | Esa                  | Esa | Esa |
| P   | hráčka               | esa | z   |
| --- | -------------------- | --- | --- |
| 1.  | Karolína Plíšková    | 530 | 61  |
| 2.  | Serena Williamsová   | 324 | 44  |
| 3.  | Madison Keysová      | 300 | 63  |
| 4.  | Johanna Kontaová     | 284 | 68  |
| 5.  | Kristýna Plíšková    | 274 | 24  |
| 6.  | Tímea Babosová       | 269 | 63  |
| 7.  | Coco Vandewegheová   | 232 | 40  |
| 8.  | Petra Kvitová        | 223 | 66  |
| 9.  | Caroline Garciaová   | 218 | 55  |
| 10. | Světlana Kuzněcovová | 215 | 65  |

| Dvojchyby | Dvojchyby                  | Dvojchyby | Dvojchyby |
| P         | hráčka                     | počet     | z         |
| --------- | -------------------------- | --------- | --------- |
| 1.        | Kristina Mladenovicová     | 263       | 58        |
| 2.        | Jeļena Ostapenková         | 259       | 43        |
| 3.        | Petra Kvitová              | 252       | 66        |
| 4.        | Camila Giorgiová           | 237       | 34        |
| 5.        | Dominika Cibulková         | 233       | 74        |
| 6.        | Samantha Stosurová         | 231       | 50        |
| 7.        | Tímea Babosová             | 229       | 63        |
| 8.        | Alizé Cornetová            | 225       | 42        |
| 9.        | Mónica Puigová             | 212       | 65        |
| 10.       | Anastasija Pavljučenkovová | 205       | 50        |

| Úspěšnost 1. podání | Úspěšnost 1. podání    | Úspěšnost 1. podání | Úspěšnost 1. podání |
| P                   | Hráčka                 | %                   | z                   |
| ------------------- | ---------------------- | ------------------- | ------------------- |
| 1.                  | Sara Erraniová         | 84,8                | 43                  |
| 2.                  | Annika Becková         | 72,2                | 48                  |
| 3.                  | Monica Niculescuová    | 71,8                | 43                  |
| 4.                  | Laura Siegemundová     | 70,5                | 48                  |
| 5.                  | Julia Putincevová      | 70,5                | 51                  |
| 6.                  | Kurumi Narová          | 70,0                | 31                  |
| 7.                  | Madison Brengleová     | 68,9                | 39                  |
| 8.                  | Timea Bacsinszká       | 68,6                | 51                  |
| 9.                  | Viktorija Golubicová   | 67,8                | 28                  |
| 10.                 | Carla Suárez Navarrová | 67,6                | 58                  |

| Úspěšnost 2. podání | Úspěšnost 2. podání     | Úspěšnost 2. podání | Úspěšnost 2. podání |
| P                   | hráčka                  | %                   | z                   |
| ------------------- | ----------------------- | ------------------- | ------------------- |
| 1.                  | Francesca Schiavoneová  | 47,9                | 26                  |
| 2.                  | Danka Kovinićová        | 47,0                | 40                  |
| 3.                  | Coco Vandewegheová      | 46,2                | 40                  |
| 4.                  | Ana Konjuhová           | 45,7                | 26                  |
| 5                   | Mirjana Lučić Baroniová | 45,1                | 32                  |
| 6.                  | Naomi Ósakaová          | 45,1                | 33                  |
| 7.                  | Jeļena Ostapenková      | 44,7                | 42                  |
| 8.                  | Anastasija Sevastovová  | 44,6                | 41                  |
| 9.                  | Camila Giorgiová        | 43,4                | 34                  |
| 10.                 | Julia Görgesová         | 43,1                | 41                  |

| Vítězné body po 1. podání | Vítězné body po 1. podání | Vítězné body po 1. podání | Vítězné body po 1. podání |
| P                         | hráčka                    | %                         | z                         |
| ------------------------- | ------------------------- | ------------------------- | ------------------------- |
| 1.                        | Serena Williamsová        | 75.7                      | 41                        |
| 2.                        | Karolína Plíšková         | 73,9                      | 61                        |
| 3.                        | Viktoria Azarenková       | 72,2                      | 27                        |
| 4.                        | Coco Vandewegheová        | 72,1                      | 40                        |
| 5.                        | Naomi Broadyová           | 71,3                      | 25                        |
| 6.                        | Lucie Šafářová            | 71,0                      | 31                        |
| 7.                        | Julia Görgesová           | 70,5                      | 41                        |
| 8.                        | Madison Keysová           | 69,4                      | 57                        |
| 9.                        | Naomi Ósakaová            | 69,2                      | 33                        |
| 10.                       | Petra Kvitová             | 69,1                      | 60                        |

| Vítězné body po 2. podání | Vítězné body po 2. podání | Vítězné body po 2. podání | Vítězné body po 2. podání |
| P.                        | hráčka                    | %                         | z                         |
| ------------------------- | ------------------------- | ------------------------- | ------------------------- |
| 1.                        | Johanna Kontaová          | 52,7                      | 64                        |
| 2.                        | Madison Keysová           | 50,6                      | 57                        |
| 3.                        | Serena Williamsová        | 50,2                      | 41                        |
| 4.                        | Simona Halepová           | 50,2                      | 59                        |
| 5.                        | Petra Kvitová             | 50,1                      | 60                        |
| 6.                        | Caroline Garciaová        | 50,0                      | 53                        |
| 7.                        | Shelby Rogersová          | 49,9                      | 28                        |
| 8.                        | Viktorija Golubicová      | 49,3                      | 28                        |
| 9.                        | Angelique Kerberová       | 49,2                      | 71                        |
| 10.                       | Sloane Stephensová        | 49,0                      | 30                        |

| Vítězné body na podání | Vítězné body na podání | Vítězné body na podání | Vítězné body na podání |
| P                      | hráčka                 | %                      | z                      |
| ---------------------- | ---------------------- | ---------------------- | ---------------------- |
| 1.                     | Serena Williamsová     | 65,8                   | 44                     |
| 2.                     | Viktoria Azarenková    | 63,3                   | 27                     |
| 3.                     | Madison Keysová        | 62,5                   | 63                     |
| 4.                     | Johanna Kontaová       | 62,0                   | 68                     |
| 5.                     | Lucie Šafářová         | 61,8                   | 33                     |
| 6.                     | Petra Kvitová          | 61,8                   | 66                     |
| 7.                     | Karolína Plíšková      | 61,6                   | 61                     |
| 8.                     | Coco Vandewegheová     | 61,3                   | 40                     |
| 9.                     | Julia Görgesová        | 61,0                   | 41                     |
| 10.                    | Naomi Ósakaová         | 59,7                   | 33                     |

| Vítězné body na příjmu | Vítězné body na příjmu  | Vítězné body na příjmu | Vítězné body na příjmu |
| P                      | hráčka                  | počet                  | z                      |
| ---------------------- | ----------------------- | ---------------------- | ---------------------- |
| 1.                     | Viktoria Azarenková     | 51.0                   | 27                     |
| 2.                     | Agnieszka Radwańská     | 49,2                   | 71                     |
| 3.                     | Monica Niculescuová     | 49,2                   | 43                     |
| 4.                     | Simona Halepová         | 49,0                   | 59                     |
| 5.                     | Sara Erraniová          | 47,6                   | 43                     |
| 6.                     | Serena Williamsová      | 47,4                   | 44                     |
| 7.                     | Angelique Kerberová     | 47,1                   | 71                     |
| 8.                     | Dominika Cibulková      | 46,9                   | 73                     |
| 9.                     | Timea Bacsinszká        | 46,8                   | 51                     |
| 10.                    | Mirjana Lučić Baroniová | 46,6                   | 32                     |

| Vítězné hry na podání | Vítězné hry na podání | Vítězné hry na podání | Vítězné hry na podání |
| P                     | hráčka                | %                     | z                     |
| --------------------- | --------------------- | --------------------- | --------------------- |
| 1.                    | Serena Williamsová    | 83,8                  | 44                    |
| 2.                    | Viktoria Azarenková   | 79,7                  | 27                    |
| 3.                    | Madison Keysová       | 77,6                  | 63                    |
| 4.                    | Karolína Plíšková     | 75,9                  | 61                    |
| 5.                    | Lucie Šafářová        | 75,7                  | 33                    |
| 6.                    | Petra Kvitová         | 75,6                  | 66                    |
| 7.                    | Johanna Kontaová      | 75,4                  | 39                    |
| 8.                    | Julia Görgesová       | 74,5                  | 41                    |
| 9.                    | Coco Vandewegheová    | 73,3                  | 40                    |
| 10.                   | Garbiñe Muguruzaová   | 72,5                  | 51                    |

| Vítězné hry na příjmu | Vítězné hry na příjmu   | Vítězné hry na příjmu | Vítězné hry na příjmu |
| P                     | hráčka                  | %                     | z                     |
| --------------------- | ----------------------- | --------------------- | --------------------- |
| 1.                    | Viktoria Azarenková     | 51,2                  | 27                    |
| 2.                    | Agnieszka Radwańská     | 48,8                  | 70                    |
| 3.                    | Monica Niculescuová     | 48,3                  | 42                    |
| 4.                    | Simona Halepová         | 47,2                  | 59                    |
| 5.                    | Sara Erraniová          | 44,7                  | 40                    |
| 6.                    | Annika Becková          | 43,6                  | 47                    |
| 7.                    | Angelique Kerberová     | 43,2                  | 71                    |
| 8.                    | Dominika Cibulková      | 43,2                  | 73                    |
| 9.                    | Serena Williamsová      | 42,7                  | 41                    |
| 10.                   | Mirjana Lučić Baroniová | 42,6                  | 32                    |

| Odvrácené brejkboly | Odvrácené brejkboly | Odvrácené brejkboly | Odvrácené brejkboly |
| P                   | hráčka              | %                   | z                   |
| ------------------- | ------------------- | ------------------- | ------------------- |
| 1.                  | Viktoria Azarenková | 66,4                | 27                  |
| 2.                  | Serena Williamsová  | 63,7                | 44                  |
| 3.                  | Belinda Bencicová   | 59,9                | 39                  |
| 4.                  | Karolína Plíšková   | 59,9                | 61                  |
| 5.                  | Madison Keysová     | 59,8                | 63                  |
| 6.                  | Johanna Kontaová    | 59,7                | 68                  |
| 7.                  | Garbiñe Muguruzaová | 59,3                | 51                  |
| 8.                  | Julia Görgesová     | 59,3                | 41                  |
| 9.                  | Jaroslava Švedovová | 59,3                | 34                  |
| 10.                 | Darja Gavrilovová   | 59,1                | 47                  |

| Proměněné brejkboly | Proměněné brejkboly | Proměněné brejkboly | Proměněné brejkboly |
| P                   | hráčka              | %                   | z                   |
| ------------------- | ------------------- | ------------------- | ------------------- |
| 1.                  | Agnieszka Radwańská | 54.7                | 71                  |
| 2.                  | Nao Hibinová        | 54,6                | 37                  |
| 3.                  | Lesja Curenková     | 52,9                | 38                  |
| 4.                  | Caroline Wozniacká  | 52,6                | 51                  |
| 5.                  | Madison Brengleová  | 51,8                | 39                  |
| 6.                  | Annika Becková      | 51,4                | 48                  |
| 7.                  | Barbora Strýcová    | 51.1                | 60                  |
| 8.                  | Shelby Rogersová    | 51,1                | 28                  |
| 9.                  | Čang Šuaj           | 51,1                | 45                  |
| 10.                 | Kurumi Narová       | 50,9                | 31                  |

Legenda
- P – pořadí
- z – odehraných zápasů
- % – procentuální úspěšnost

## Ocenění

### Hráčka měsíce
| Měsíc    | hráčka                           | stát      | další kandidátky                                                                |
| -------- | -------------------------------- | --------- | ------------------------------------------------------------------------------- |
| Leden    | Angelique Kerberová (41 %)       | Německo   | Serena Williamsová (28 %) Agnieszka Radwańská (21 %) Viktoria Azarenková (10 %) |
| Únor     | Carla Suárezová Navarrová (44 %) | Španělsko | Roberta Vinciová (40 %) Sara Erraniová (16 %)                                   |
| Březen   | Viktoria Azarenková (70 %)       | Bělorusko | Světlana Kuzněcovová (17 %) Serena Williamsová (13 %)                           |
| Duben    | Angelique Kerberová (54 %)       | Německo   | Laura Siegemundová (27 %) Sloane Stephensová (19 %)                             |
| Květen   | Garbiñe Muguruzaová (70 %)       | Španělsko | Simona Halepová (20 %) Serena Williamsová (10 %)                                |
| Červen   | Serena Williamsová (62 %)        | USA       | Dominika Cibulková (21 %) Angelique Kerberová (14 %) Madison Keysová (3 %)      |
| Červenec | Simona Halepová (84 %)           | Rumunsko  | Venus Williamsová (9 %) Johanna Kontaová (5 %) Madison Keysová (2 %)            |
| Srpen    | Mónica Puigová (97 %)            | Portoriko | Angelique Kerberová (3 %) Karolína Plíšková (2 %)                               |
| Září     | Petra Kvitová (55 %)             | Česko     | Caroline Wozniacká (34 %) Naomi Ósakaová (1 %)                                  |
| Říjen    | Dominika Cibulková (55 %)        | Slovensko | Agnieszka Radwańská (33 %) Angelique Kerberová (12 %)                           |

### Průlom měsíce
| Měsíc    | hráčka                    | stát       | další kandidátky                                                                                    |
| -------- | ------------------------- | ---------- | --------------------------------------------------------------------------------------------------- |
| Leden    | Čang Šuaj (44 %)          | Čína       | Johanna Kontaová (31 %) Darja Gavrilovová (17 %) Darja Kasatkinová (6 %) Samantha Crawfordová (2 %) |
| Únor     | Jeļena Ostapenková (50 %) | Lotyšsko   | Darja Kasatkinová (23 %) Caroline Garciaová (15 %) Čeng Saj-saj (12 %)                              |
| Březen   | Nicole Gibbsová (64 %)    | USA        | Tímea Babosová (16 %) Darja Kasatkinová (15 %) Naomi Ósakaová (4 %)                                 |
| Duben    | Çağla Büyükakçay (92 %)   | Turecko    | Laura Siegemundová (5 %) Irina Falconiová (3 %)                                                     |
| Květen   | Kiki Bertensová (69 %)    | Nizozemsko | Shelby Rogersová (16 %) Julia Putincevová (12 %) Louisa Chiricová (3 %)                             |
| Červen   | Jelena Vesninová (62 %)   | Rusko      | Madison Keysová (31 %) Anastasija Sevastovová (7 %)                                                 |
| Červenec | Kristína Kučová (49 %)    | Slovensko  | Johanna Kontaová (34 %) Laura Siegemundová (12 %) Viktorija Golubicová (5 %)                        |
| Srpen    | Karolína Plíšková (64 %)  | Česko      | Anastasija Sevastovová (18 %) Ana Konjuhová (18 %)                                                  |
| Září     | Naomi Ósakaová (45 %)     | Japonsko   | Kristýna Plíšková (40 %) Océane Dodinová (9 %) Christina McHaleová (6 %)                            |
| Říjen    | Pcheng Šuaj (70 %)        | Čína       | Johanna Kontaová (23 %) Darja Gavrilovová (8 %)                                                     |

### Míček měsíce
| Měsíc    | hráčka                     | stát     | další kandidátky                                                                                                |
| -------- | -------------------------- | -------- | --- |
| Leden    | Caroline Wozniacká (42 %)  | Dánsko   | Simona Halepová (28 %) Eugenie Bouchardová (16 %) Světlana Kuzněcovová (8 %) Viktoria Azarenková (6 %)          |
| Únor     | Agnieszka Radwańská (84 %) | Polsko   | Jelena Jankovićová (6 %) Elina Svitolinová (4 %) Garbiñe Muguruzaová (3 %) Belinda Bencicová (3 %)              |
| Březen   | Agnieszka Radwańská (55 %) | Polsko   | Simona Halepová (33 %) Camila Giorgiová (5 %) Serena Williamsová (4 %) Angelique Kerberová (3 %)                |
| Duben    | Monica Niculescuová (79 %) | Rumunsko | Angelique Kerberová (9 %) Sara Erraniová (5 %) Laura Siegemundová (5 %) Caroline Garciaová (2 %)                |
| Květen   | Simona Halepová (70 %)     | Rumunsko | Irina-Camelia Beguová (12 %) Serena Williamsová (7 %) Garbiñe Muguruzaová (6 %) Carla Suárezová Navarrová (5 %) |
| Červen   | Agnieszka Radwańská (77 %) | Polsko   | Angelique Kerberová (8 %) Samantha Stosurová (6 %) Kristina Mladenovicová (5 %) Madison Keysová (3 %)           |
| Červenec | Simona Halepová (79 %)     | Rumunsko | Eugenie Bouchardová (9 %) Angelique Kerberová (6 %) Anastasija Pavljučenkovová (3 %) Johanna Kontaová (3 %)     |
| Srpen    | Agnieszka Radwańská (67 %) | Polsko   | Angelique Kerberová (19 %) Eugenie Bouchardová (9 %) Elina Svitolinová (3 %) Johanna Kontaová (2 %)             |
| Září     | Kirsten Flipkensová (47 %) | Belgie   | Agnieszka Radwańská (39 %) Simona Halepová (6 %) Caroline Wozniacká (4 %) Angelique Kerberová (3 %)             |
| Říjen    | Angelique Kerberová (74 %) | Německo  | Agnieszka Radwańská (11 %) Dominika Cibulková (6 %) Darja Gavrilovová (6 %) Madison Keysová (3 %)               |

### Míček roku
Úder Agnieszky Radwańské zvítězil v anktetě Míček roku 2016, když se hlasovalo z vítězů jednotlivých měsíců.

## Ukončení kariéry
Seznam uvádí tenistky (vítězky turnaje WTA, a/nebo ty, které byly klasifikovány alespoň jeden týden v Top 100 dvouhry a/nebo Top 100 čtyřhry žebříčku WTA), jež ohlásily ukončení profesionální kariéry, neodehrály za více než 52 uplynulých týdnů žádný turnaj, nebo jim byl uložen stálý zákaz hraní, a to v sezóně 2016:
- Sofia Arvidssonová (* 16. února 1984 Halmstad, Švédsko), profesionálka od roku 1999, nejvýše postavená ve dvouhře žebříčku WTA na 29. místě v roce 2006, ve čtyřhře pak na 67. místě v sezoně 2011. Vítězka dvou singlových a jednoho deblového titulu WTA Tour. Na grandslamu si zahrála třetí kolo Australian Open 2006. Dne 4.  ledna 2016 oznámila prostřednictvím Twitteru ukončení profesionální kariéry ve věku třiceti jedna let.[8]
- Gabriela Chmelinová (* 2. června 1976 Praha, Československo), ukončení kariéry oznámila v roce 2016.
- Lourdes Domínguezová Linová (* 31. března 1981 Pontevedra, Španělsko), ukončení kariéry oznámila v listopadu 2016.[9]
- Janette Husárová (* 4. června 1974 Bratislava, Československo), ukončení kariéry oznámila v únoru 2016.[10]
- Ana Ivanovićová (* 6. listopadu 1986 Bělehrad, Jugoslávie), bývalá světová jednička ve dvouhře a vítězka French Open oznámila ukončení kariéry v prosinci 2016, v roce, kdy se vdala.
- Klaudia Jansová-Ignaciková (* 24. září 1984 Gdyně, Polsko), ukončení kariéry oznámila v srpnu 2016.[11][12]
- Mathilde Johanssonová (* 28. dubna 1985 Boulogne-Billancourt, Francie), poslední zápas odehrála v kvalifikaci dvouhry French Open 2016.[13]
- Sandra Klemenschitsová (* 13. listopadu 1982 Salcburk, Rakousko), ukončení kariéry oznámila v říjnu 2016.
- Marija Kondratěvová (* 17. ledna 1982 Moskva, Sovětský svaz), kariéru ukončila v roce 2016.
- Klára Koukalová (* 24. února 1982 Praha, Československo), ukončení kariéry oznámila v září 2016.[14]
- Tamarine Tanasugarnová (* 24. května 1977 Los Angeles, Spojené státy), ukončení kariéry oznámila v červnu 2016.[15]
- Vladimíra Uhlířová (* 4. května 1978 České Budějovice, Československo), profesionálka od roku 2002, nejvýše postavená ve dvouhře žebříčku WTA na 400. místě v roce 2003, ve čtyřhře pak na 18. místě v sezoně 2007. Vítězka pěti deblových titulů WTA Tour a sedmnácti trofejí ze čtyřhry okruhu ITF. Na grandslamu si zahrála semifinále ženské čtyřhry US Open 2007. Ukončení kariéry oznámila v lednu 2016.
- Nicole Vaidišová (* 23. dubna 1989 Norimberk, Spolková republika Německo), druhé a definitivní ukončení kariéry oznámila v červenci 2016.[16]
- Stephanie Vogtová (* 15. února 1990 Vaduz, Lichtenštejnsko), ukončení kariéry oznámila v srpnu 2016.[17]
- Jen C’ (* 12. listopadu 1984 S’-čchuan, ČLR), ukončení kariéry oznámila v roce 2016.